# ATP Challenger Tour 2023
L'ATP Challenger Tour 2023 è stata una serie di tornei internazionali maschili studiati per consentire a giocatori di seconda fascia di acquisire un ranking sufficiente per accedere ai tabelloni principali dei tornei dell'ATP Tour. Erano previsti tornei con montepremi minimo da 40 000 $ fino a un massimo di 220 000 $. È stata la quarantaseiesima edizione del circuito di seconda fascia del tennis professionistico, la quindicesima sotto il nome Challenger Tour. Ha raggiunto il numero record di tornei, ben 196, nell'intera stagione.

## Calendario

### Gennaio
| Settimana  | Torneo | Campione                                               | Finalista                               | Semifinalisti                           | Eliminati ai quarti                                                           |
| ---------- | --- | ------------------------------------------------------ | --------------------------------------- | --------------------------------------- | ----------------------------------------------------------------------------- |
| 2 gennaio  | Canberra Internatioanl Tennis Canberra, Australia Challenger 100 – Cemento 32S/24Q/16D – 130 000$ Singolare – Doppio            | Márton Fucsovics 7–5, 6–4                              | Leandro Riedi                           | Yosuke Watanuki Jan-Lennard Struff      | Marc Polmans Norbert Gombos Liam Broady Enzo Couacaud                         |
| 2 gennaio  | Canberra Internatioanl Tennis Canberra, Australia Challenger 100 – Cemento 32S/24Q/16D – 130 000$ Singolare – Doppio            | André Göransson Ben McLachlan 6–3, 5–7, [10–5]         | Andrew Harris John-Patrick Smith        | Yosuke Watanuki Jan-Lennard Struff      | Marc Polmans Norbert Gombos Liam Broady Enzo Couacaud                         |
| 2 gennaio  | Internationaux de Nouvelle-Calédonie Numea, Nuova Caledonia Challenger 100 – Cemento 32S/24Q/16D – 130 000 $ Singolare – Doppio | Raul Brancaccio 4–6, 7–5, 6–2                          | Laurent Lokoli                          | Cristian Garín Ryan Peniston            | Facundo Díaz Acosta Benoît Paire Damir Džumhur Rubin Statham                  |
| 2 gennaio  | Internationaux de Nouvelle-Calédonie Numea, Nuova Caledonia Challenger 100 – Cemento 32S/24Q/16D – 130 000 $ Singolare – Doppio | Colin Sinclair Rubin Statham 6–4, 6–3                  | Toshihide Matsui Kaito Uesugi           | Cristian Garín Ryan Peniston            | Facundo Díaz Acosta Benoît Paire Damir Džumhur Rubin Statham                  |
| 2 gennaio  | Nonthaburi Challenger I Nonthaburi, Thailandia Challenger 75 – Cemento 32S/24Q/16D – 80 000 $ Singolare – Doppio                | Dennis Novak 6–4, 6–4                                  | Wu Tung-lin                             | Lloyd Harris Antoine Escoffier          | Hsu Yu-hsiou Evgenij Donskoj Max Purcell Marek Gengel                         |
| 2 gennaio  | Nonthaburi Challenger I Nonthaburi, Thailandia Challenger 75 – Cemento 32S/24Q/16D – 80 000 $ Singolare – Doppio                | Marek Gengel Adam Pavlásek 7–6(4), 6–4                 | Robert Galloway Hans Hach Verdugo       | Lloyd Harris Antoine Escoffier          | Hsu Yu-hsiou Evgenij Donskoj Max Purcell Marek Gengel                         |
| 2 gennaio  | Oeiras Indoors I Oeiras, Portogallo Challenger 50 – Cemento (i) 32S/24Q/16D – 36 000 € Singolare – Doppio                       | Joris De Loore 6–3, 6–2                                | Filip Cristian Jianu                    | Cem İlkel Raphaël Collignon             | Gabriel Debru Dino Prižmić Maximilian Neuchrist Edan Leshem                   |
| 2 gennaio  | Oeiras Indoors I Oeiras, Portogallo Challenger 50 – Cemento (i) 32S/24Q/16D – 36 000 € Singolare – Doppio                       | Victor Vlad Cornea Petr Nouza 6–3, 7–6(3)              | Jonathan Eysseric Pierre-Hugues Herbert | Cem İlkel Raphaël Collignon             | Gabriel Debru Dino Prižmić Maximilian Neuchrist Edan Leshem                   |
| 2 gennaio  | Challenger de Tigre Tigre, Argentina Challenger 50 – Terra rossa 32S/24Q/16D – 40 000 $ Singolare – Doppio                      | Juan Manuel Cerúndolo 4–6, 6–4, 6–2                    | Murkel Dellien                          | Alessandro Giannessi Gonzalo Villanueva | Guido Andreozzi Lautaro Midón Juan Ignacio Londero Valerio Aboian             |
| 2 gennaio  | Challenger de Tigre Tigre, Argentina Challenger 50 – Terra rossa 32S/24Q/16D – 40 000 $ Singolare – Doppio                      | Guido Andreozzi Ignacio Carou 5–7, 6–4, [10–5]         | Leonardo Aboian Ignacio Monzón          | Alessandro Giannessi Gonzalo Villanueva | Guido Andreozzi Lautaro Midón Juan Ignacio Londero Valerio Aboian             |
| 9 gennaio  | Nonthaburi Challenger II Nonthaburi, Thailandia Challenger 75 – Cemento 32S/24Q/16D – 80 000 $ Singolare – Doppio               | Arthur Cazaux 7–6(5), 6–2                              | Lloyd Harris                            | Dennis Novak Jason Jung                 | Marek Gengel Tennys Sandgren Evgenij Donskoj Daniel Michalski                 |
| 9 gennaio  | Nonthaburi Challenger II Nonthaburi, Thailandia Challenger 75 – Cemento 32S/24Q/16D – 80 000 $ Singolare – Doppio               | Yuki Bhambri Saketh Myneni 2–6, 7–6(7), [14–12]        | Christopher Rungkat Akira Santillan     | Dennis Novak Jason Jung                 | Marek Gengel Tennys Sandgren Evgenij Donskoj Daniel Michalski                 |
| 9 gennaio  | Oeiras Indoors II Oeiras, Portogallo Challenger 75 – Cemento (i) 32S/24Q/16D – 73 000 € Singolare – Doppio                      | Arthur Fils 6–1, 7–6(4)                                | Joris De Loore                          | Ričardas Berankis Pierre-Hugues Herbert | Dino Prižmić Maximilian Neuchrist Pedro Sousa Lorenzo Giustino                |
| 9 gennaio  | Oeiras Indoors II Oeiras, Portogallo Challenger 75 – Cemento (i) 32S/24Q/16D – 73 000 € Singolare – Doppio                      | Sander Arends David Pel 6–3, 7–6(3)                    | Patrik Niklas-Salminen Bart Stevens     | Ričardas Berankis Pierre-Hugues Herbert | Dino Prižmić Maximilian Neuchrist Pedro Sousa Lorenzo Giustino                |
| 9 gennaio  | Challenger de Tigre II Tigre, Argentina Challenger 50 – Terra rossa 32S/24Q/16D – 40 000$ Singolare – Doppio                    | Juan Manuel Cerúndolo 6–3, 2–6, 6–2                    | Jesper de Jong                          | Alessandro Giannessi Andrea Collarini   | Gonzalo Villanueva Mariano Navone Térence Atmane Juan Bautista Torres         |
| 9 gennaio  | Challenger de Tigre II Tigre, Argentina Challenger 50 – Terra rossa 32S/24Q/16D – 40 000$ Singolare – Doppio                    | Daniel Dutra da Silva Oleg Prihodko 6–2, 6–2           | Chung Yun-seong Christian Langmo        | Alessandro Giannessi Andrea Collarini   | Gonzalo Villanueva Mariano Navone Térence Atmane Juan Bautista Torres         |
| 16 gennaio | Tenerife Challenger I Tenerife, Spagna Challenger 100 – Cemento 32S/24Q/16D – 118 000€ Singolare – Doppio                       | Alexander Shevchenko 7–5, 6–2                          | Sebastian Ofner                         | Francesco Maestrelli Máté Valkusz       | Matteo Gigante Lorenzo Giustino Riccardo Bonadio Francesco Passaro            |
| 16 gennaio | Tenerife Challenger I Tenerife, Spagna Challenger 100 – Cemento 32S/24Q/16D – 118 000€ Singolare – Doppio                       | Victor Vlad Cornea Sergio Martos Gornés 6–3, 6–4       | Patrik Niklas-Salminen Bart Stevens     | Francesco Maestrelli Máté Valkusz       | Matteo Gigante Lorenzo Giustino Riccardo Bonadio Francesco Passaro            |
| 16 gennaio | Brasil Tennis Challenger Piracicaba, Brasile Challenger 75 – Terra rossa 32S/24Q/16D – 80 000$ Singolare – Doppio               | Andrea Collarini 6–2, 7–6(1)                           | Tomás Barrios Vera                      | Renzo Olivo Camilo Ugo Carabelli        | Alejandro Tabilo Térence Atmane Hernán Casanova Thiago Seyboth Wild           |
| 16 gennaio | Brasil Tennis Challenger Piracicaba, Brasile Challenger 75 – Terra rossa 32S/24Q/16D – 80 000$ Singolare – Doppio               | Orlando Luz Marcelo Zormann walkover                   | Andrea Collarini Renzo Olivo            | Renzo Olivo Camilo Ugo Carabelli        | Alejandro Tabilo Térence Atmane Hernán Casanova Thiago Seyboth Wild           |
| 16 gennaio | Nonthaburi Challenger III Nonthaburi, Thailandia Challenger 50 – Cemento 32S/24Q/16D – 40 000$ Singolare – Doppio               | Sho Shimabukuro 6–2, 7–5                               | Arthur Cazaux                           | Hong Seong-chan Giovanni Fonio          | Zdeněk Kolář Michael Geerts Antoine Escoffier Tennys Sandgren                 |
| 16 gennaio | Nonthaburi Challenger III Nonthaburi, Thailandia Challenger 50 – Cemento 32S/24Q/16D – 40 000$ Singolare – Doppio               | Nam Ji-sung Song Min-kyu 6–4, 6–4                      | Jan Choinski Stuart Parker              | Hong Seong-chan Giovanni Fonio          | Zdeněk Kolář Michael Geerts Antoine Escoffier Tennys Sandgren                 |
| 23 gennaio | BW Open Ottignies-Louvain-la-Neuve, Belgio Challenger 125 – Cemento (i) 32S/24Q/16D – 145 000€ Singolare – Doppio               | David Goffin 6–4, 6–1                                  | Mikael Ymer                             | Gauthier Onclin Altuğ Çelikbilek        | Yannick Hanfmann Kaichi Uchida Filip Misolic Fábián Marozsán                  |
| 23 gennaio | BW Open Ottignies-Louvain-la-Neuve, Belgio Challenger 125 – Cemento (i) 32S/24Q/16D – 145 000€ Singolare – Doppio               | Romain Arneodo Tristan-Samuel Weissborn 6–4, 6–3       | Roman Jebavý Adam Pavlásek              | Gauthier Onclin Altuğ Çelikbilek        | Yannick Hanfmann Kaichi Uchida Filip Misolic Fábián Marozsán                  |
| 23 gennaio | Open Quimper Bretagne Occidentale Quimper, Francia Challenger 125 – Cemento (i) 32S/24Q/16D – 145 000€ Singolare – Doppio       | Grégoire Barrère 6–1, 6–4                              | Arthur Fils                             | Calvin Hemery Geoffrey Blancaneaux      | Dominic Stricker Otto Virtanen Radu Albot Lucas Pouille                       |
| 23 gennaio | Open Quimper Bretagne Occidentale Quimper, Francia Challenger 125 – Cemento (i) 32S/24Q/16D – 145 000€ Singolare – Doppio       | Sadio Doumbia Fabien Reboul 6–2, 6–4                   | Anirudh Chandrasekar Arjun Kadhe        | Calvin Hemery Geoffrey Blancaneaux      | Dominic Stricker Otto Virtanen Radu Albot Lucas Pouille                       |
| 23 gennaio | Challenger Concepción Concepción, Cile Challenger 100 – Terra rossa 32S/24Q/16D – 130 000$ Singolare – Doppio                   | Federico Coria 6–4, 6–3                                | Timofej Skatov                          | Hugo Dellien Facundo Díaz Acosta        | Federico Delbonis Juan Manuel Cerúndolo Juan Bautista Torres Alejandro Tabilo |
| 23 gennaio | Challenger Concepción Concepción, Cile Challenger 100 – Terra rossa 32S/24Q/16D – 130 000$ Singolare – Doppio                   | Guido Andreozzi Guillermo Durán 7–6(1), 6(3)–7, [10–7] | Luciano Darderi Oleg Prihodko           | Hugo Dellien Facundo Díaz Acosta        | Federico Delbonis Juan Manuel Cerúndolo Juan Bautista Torres Alejandro Tabilo |
| 30 gennaio | Koblenz Open Coblenza, Germania Challenger 100 – Cemento (i) 32S/24Q/16D – 118 000€ Singolare – Doppio                          | Roman Safiullin 6–2, 7–5                               | Vasek Pospisil                          | Zdeněk Kolář Raphaël Collignon          | Alexandre Müller Louis Wessels Maximilian Marterer Aleksej Vatutin            |
| 30 gennaio | Koblenz Open Coblenza, Germania Challenger 100 – Cemento (i) 32S/24Q/16D – 118 000€ Singolare – Doppio                          | Fabian Fallert Hendrik Jebens 7–6(2), 6–3              | Jonathan Eysseric Denys Molčanov        | Zdeněk Kolář Raphaël Collignon          | Alexandre Müller Louis Wessels Maximilian Marterer Aleksej Vatutin            |
| 30 gennaio | Burnie International Burnie, Australia Challenger 75 – Cemento 32S/24Q/16D – 80 000$ Singolare – Doppio                         | Rinky Hijikata 6–3, 6–3                                | James Duckworth                         | Marc Polmans Yuta Shimizu               | Philip Sekulic Adam Walton Thomas John Fancutt James McCabe                   |
| 30 gennaio | Burnie International Burnie, Australia Challenger 75 – Cemento 32S/24Q/16D – 80 000$ Singolare – Doppio                         | Marc Polmans Max Purcell 7–6(4), 6–4                   | Luke Saville Tristan Schoolkate         | Marc Polmans Yuta Shimizu               | Philip Sekulic Adam Walton Thomas John Fancutt James McCabe                   |
| 30 gennaio | Cleveland Open Cleveland, Stati Uniti Challenger 75 – Cemento (i) 32S/24Q/16D – 80 000$ Singolare – Doppio                      | Aleksandar Kovacevic 3–6, 7–5, 7–6(2)                  | Wu Yibing                               | Emilio Gómez Tennys Sandgren            | Gabriel Diallo Steve Johnson Zachary Svajda Stefan Kozlov                     |
| 30 gennaio | Cleveland Open Cleveland, Stati Uniti Challenger 75 – Cemento (i) 32S/24Q/16D – 80 000$ Singolare – Doppio                      | Robert Galloway Hans Hach Verdugo 3–6, 7–5, [10–6]     | Ruben Gonzales Reese Stalder            | Emilio Gómez Tennys Sandgren            | Gabriel Diallo Steve Johnson Zachary Svajda Stefan Kozlov                     |
| 30 gennaio | Tenerife Challenger II Tenerife, Spagna Challenger 75 – Cemento 32S/24Q/16D – 73 000€ Singolare – Doppio                        | Matteo Arnaldi 6–1, 6–2                                | Raul Brancaccio                         | Lloyd Harris Nicolás Álvarez Varona     | Roberto Marcora Carlos Taberner Alejandro Moro Cañas Oleksii Krutykh          |
| 30 gennaio | Tenerife Challenger II Tenerife, Spagna Challenger 75 – Cemento 32S/24Q/16D – 73 000€ Singolare – Doppio                        | Christian Harrison Shintaro Mochizuki 6–4, 6–3         | Matteo Gigante Francesco Passaro        | Lloyd Harris Nicolás Álvarez Varona     | Roberto Marcora Carlos Taberner Alejandro Moro Cañas Oleksii Krutykh          |

### Febbraio
| Settimana   | Torneo | Campione                                                     | Finalista                                   | Semifinalisti                       | Eliminati ai quarti                                                        |
| ----------- | --- | ------------------------------------------------------------ | ------------------------------------------- | ----------------------------------- | -------------------------------------------------------------------------- |
| 6 febbraio  | Vitas Gerulaitis Cup Vilnius, Lituania Challenger 100 – Cemento (i) 32S/24Q/16D – 118 000€ Singolare – Doppio                     | Liam Broady 6–4, 6–4                                         | Zdeněk Kolář                                | Cem İlkel Damir Džumhur             | Joris De Loore Antoine Escoffier Dennis Novak Evan Furness                 |
| 6 febbraio  | Vitas Gerulaitis Cup Vilnius, Lituania Challenger 100 – Cemento (i) 32S/24Q/16D – 118 000€ Singolare – Doppio                     | Ivan Liutarevich Vladyslav Manafov 6–0, 6–2                  | Arjun Kadhe Daniel Masur                    | Cem İlkel Damir Džumhur             | Joris De Loore Antoine Escoffier Dennis Novak Evan Furness                 |
| 6 febbraio  | Tenerife Challenger III Tenerife, Spagna Challenger 75 – Cemento 32S/24Q/16D – 73 000€ Singolare – Doppio                         | Matteo Gigante 6–3, 6–2                                      | Stefano Travaglia                           | Riccardo Bonadio Ryan Peniston      | Pablo Llamas Ruiz Francesco Maestrelli Alessandro Giannessi Giovanni Fonio |
| 6 febbraio  | Tenerife Challenger III Tenerife, Spagna Challenger 75 – Cemento 32S/24Q/16D – 73 000€ Singolare – Doppio                         | Andrew Harris Christian Harrison 7–6(6), 6(4)–7, [10–8]      | Luke Johnson Sem Verbeek                    | Riccardo Bonadio Ryan Peniston      | Pablo Llamas Ruiz Francesco Maestrelli Alessandro Giannessi Giovanni Fonio |
| 13 febbraio | Bahrain Ministry Of Interior Tennis Challenger Manama, Bahrain Challenger 125 – Cemento 32S/24Q/16D – 160 000$ Singolare – Doppio | Thanasi Kokkinakis 6–1, 6–4                                  | Abedallah Shelbayh                          | Salvatore Caruso Jan-Lennard Struff | Jason Kubler Lorenzo Giustino Tomáš Macháč Alexei Popyrin                  |
| 13 febbraio | Bahrain Ministry Of Interior Tennis Challenger Manama, Bahrain Challenger 125 – Cemento 32S/24Q/16D – 160 000$ Singolare – Doppio | Patrik Niklas-Salminen Bart Stevens 6–3, 6–4                 | Ruben Gonzales Fernando Romboli             | Salvatore Caruso Jan-Lennard Struff | Jason Kubler Lorenzo Giustino Tomáš Macháč Alexei Popyrin                  |
| 13 febbraio | Chennai Open Challenger Chennai, India Challenger 100 – Cemento 32S/24Q/16D – 130 000$ Singolare – Doppio                         | Max Purcell 5–7, 7–6(2), 6–4                                 | Nicolas Moreno de Alboran                   | Sumit Nagal Dane Sweeny             | Yasutaka Uchiyama Jay Clarke Arthur Cazaux James Duckworth                 |
| 13 febbraio | Chennai Open Challenger Chennai, India Challenger 100 – Cemento 32S/24Q/16D – 130 000$ Singolare – Doppio                         | Jay Clarke Arjun Kadhe 6–0, 6–4                              | Sebastian Ofner Nino Serdarušić             | Sumit Nagal Dane Sweeny             | Yasutaka Uchiyama Jay Clarke Arthur Cazaux James Duckworth                 |
| 13 febbraio | Challenger Cherbourg-La Manche Cherbourg, Francia Challenger 75 – Cemento (i) 32S/24Q/16D – 73 000€ Singolare – Doppio            | Giulio Zeppieri 7–5, 7–6(4)                                  | Titouan Droguet                             | Jan Choinski Antoine Escoffier      | Mats Moraing Gabriel Debru Luca Van Assche Aleksej Vatutin                 |
| 13 febbraio | Challenger Cherbourg-La Manche Cherbourg, Francia Challenger 75 – Cemento (i) 32S/24Q/16D – 73 000€ Singolare – Doppio            | Ivan Liutarevich Vladyslav Manafov 7–6(10), 7–6(7)           | Karol Drzewiecki Kacper Żuk                 | Jan Choinski Antoine Escoffier      | Mats Moraing Gabriel Debru Luca Van Assche Aleksej Vatutin                 |
| 20 febbraio | Monterrey Challenger Monterrey, Messico Challenger 125 – Cemento 32S/24Q/16D – 160 000$ Singolare – Doppio                        | Nuno Borges 6–4, 7–6(6)                                      | Borna Gojo                                  | Yosuke Watanuki Mitchell Krueger    | Aleksandar Kovacevic Denis Kudla Daniel Altmaier Bernard Tomić             |
| 20 febbraio | Monterrey Challenger Monterrey, Messico Challenger 125 – Cemento 32S/24Q/16D – 160 000$ Singolare – Doppio                        | André Göransson Ben McLachlan 6–3, 6–4                       | Luis David Martínez Cristian Rodríguez      | Yosuke Watanuki Mitchell Krueger    | Aleksandar Kovacevic Denis Kudla Daniel Altmaier Bernard Tomić             |
| 20 febbraio | Bengaluru Open Bangalore, India Challenger 100 – Cemento 32S/24Q/16D – 130 000$ Singolare – Doppio                                | Max Purcell 3–6, 7–5, 7–6(5)                                 | James Duckworth                             | Hamad Međedović James McCabe        | Tseng Chun-hsin Luca Nardi Harold Mayot Dimitar Kuzmanov                   |
| 20 febbraio | Bengaluru Open Bangalore, India Challenger 100 – Cemento 32S/24Q/16D – 130 000$ Singolare – Doppio                                | Chung Yun-seong Hsu Yu-hsiou 3–6, 7–6(7), [11–9]             | Anirudh Chandrasekar Vijay Sundar Prashanth | Hamad Međedović James McCabe        | Tseng Chun-hsin Luca Nardi Harold Mayot Dimitar Kuzmanov                   |
| 20 febbraio | Georgia's Rome Challenger Rome, Stati Uniti Challenger 75 – Cemento (i) 32S/24Q/16D – 80 000$ Singolare – Doppio                  | Jordan Thompson 6–4, 6–2                                     | Alex Michelsen                              | Zachary Svajda Hong Seong-chan      | Alastair Gray Elmar Ejupovic Toby Kodat Edan Leshem                        |
| 20 febbraio | Georgia's Rome Challenger Rome, Stati Uniti Challenger 75 – Cemento (i) 32S/24Q/16D – 80 000$ Singolare – Doppio                  | Luke Johnson Sem Verbeek 6–2, 6–2                            | Gabriel Décamps Alex Rybakov                | Zachary Svajda Hong Seong-chan      | Alastair Gray Elmar Ejupovic Toby Kodat Edan Leshem                        |
| 20 febbraio | Internazionali di Tennis Città di Rovereto Rovereto, Italia Challenger 75 – Cemento (i) 32S/24Q/16D – 73 000€ Singolare – Doppio  | Dominic Stricker 7–6(8), 6–2                                 | Giulio Zeppieri                             | Kaichi Uchida Gauthier Onclin       | Jurij Rodionov Antoine Escoffier Zdeněk Kolář Alejandro Moro Cañas         |
| 20 febbraio | Internazionali di Tennis Città di Rovereto Rovereto, Italia Challenger 75 – Cemento (i) 32S/24Q/16D – 73 000€ Singolare – Doppio  | Victor Vlad Cornea Franko Škugor 6(3)–7, 6–2, [10–4]         | Vladyslav Manafov Oleg Prihodko             | Kaichi Uchida Gauthier Onclin       | Jurij Rodionov Antoine Escoffier Zdeněk Kolář Alejandro Moro Cañas         |
| 27 febbraio | Open Pau-Pyrénées Pau, Francia Challenger 125 – Cemento (i) 32S/24Q/16D – 145 000€ Singolare – Doppio                             | Luca Van Assche 7–6(5), 4–6, 7–6(6)                          | Ugo Humbert                                 | Arthur Rinderknech Kaichi Uchida    | Jan-Lennard Struff Jurij Rodionov Laurent Lokoli Antoine Bellier           |
| 27 febbraio | Open Pau-Pyrénées Pau, Francia Challenger 125 – Cemento (i) 32S/24Q/16D – 145 000€ Singolare – Doppio                             | Dan Added Albano Olivetti 3–6, 6–1, [10–8]                   | Julian Cash Constantin Frantzen             | Arthur Rinderknech Kaichi Uchida    | Jan-Lennard Struff Jurij Rodionov Laurent Lokoli Antoine Bellier           |
| 27 febbraio | Pune Challenger Pune, India Challenger 100 – Cemento 32S/24Q/16D – 130 000$ Singolare – Doppio                                    | Max Purcell 6–2, 6–3                                         | Luca Nardi                                  | Miljan Zekić Dominik Palan          | Harold Mayot Francesco Maestrelli Rio Noguchi Tseng Chun-hsin              |
| 27 febbraio | Pune Challenger Pune, India Challenger 100 – Cemento 32S/24Q/16D – 130 000$ Singolare – Doppio                                    | Anirudh Chandrasekar Vijay Sundar Prashanth 6–1, 4–6, [10–3] | Toshihide Matsui Kaito Uesugi               | Miljan Zekić Dominik Palan          | Harold Mayot Francesco Maestrelli Rio Noguchi Tseng Chun-hsin              |
| 27 febbraio | Texas Tennis Classic Waco, Stati Uniti Challenger 75 – Cemento 32S/24Q/16D – 80 000$ Singolare – Doppio                           | Aleksandar Kovacevic 6–3, 4–6, 6–2                           | Alexandre Müller                            | Alex Michelsen Borna Gojo           | Aleksandar Vukic Hong Seong-chan Gastão Elias Shintaro Mochizuki           |
| 27 febbraio | Texas Tennis Classic Waco, Stati Uniti Challenger 75 – Cemento 32S/24Q/16D – 80 000$ Singolare – Doppio                           | Ivan Sabanov Matej Sabanov 6–1, 3–6, [12–10]                 | Evan King Mitchell Krueger                  | Alex Michelsen Borna Gojo           | Aleksandar Vukic Hong Seong-chan Gastão Elias Shintaro Mochizuki           |

### Marzo
| Settimana | Torneo | Campione                                                       | Finalista                           | Semifinalisti                               | Eliminati ai quarti                                                             |
| --------- | --- | -------------------------------------------------------------- | ----------------------------------- | ------------------------------------------- | ------------------------------------------------------------------------------- |
| 6 marzo   | Puerto Vallarta Open Puerto Vallarta, Messico Challenger 100 – Cemento 32S/24Q/16D – 130 000$ Singolare – Doppio              | Benoît Paire 3–6, 6–0, 6–2                                     | Yuta Shimizu                        | James McCabe Illja Marčenko                 | Daniel Altmaier Ulises Blanch Gastão Elias Aziz Dougaz                          |
| 6 marzo   | Puerto Vallarta Open Puerto Vallarta, Messico Challenger 100 – Cemento 32S/24Q/16D – 130 000$ Singolare – Doppio              | Robert Galloway Miguel Ángel Reyes Varela 3–0 rit.             | André Göransson Ben McLachlan       | James McCabe Illja Marčenko                 | Daniel Altmaier Ulises Blanch Gastão Elias Aziz Dougaz                          |
| 6 marzo   | Antalya Challenger Adalia, Turchia Challenger 75 – Terra rossa 32S/24Q/16D – 73 000€ Singolare – Doppio                       | Fábián Marozsán 7–5, 6–0                                       | Sebastian Ofner                     | Gianluca Mager Vít Kopřiva                  | Kimmer Coppejans Nerman Fatić Michael Geerts Daniel Michalski                   |
| 6 marzo   | Antalya Challenger Adalia, Turchia Challenger 75 – Terra rossa 32S/24Q/16D – 73 000€ Singolare – Doppio                       | Filip Bergevi Petros Tsitsipas 6–2, 6–4                        | Sarp Ağabigün Ergi Kırkın           | Gianluca Mager Vít Kopřiva                  | Kimmer Coppejans Nerman Fatić Michael Geerts Daniel Michalski                   |
| 6 marzo   | Challenger Lugano Lugano, Svizzera Challenger 75 – Cemento (i) 32S/24Q/16D – 73 000€ Singolare – Doppio                       | Otto Virtanen 6–4, 7–6(5)                                      | Cem İlkel                           | Antoine Escoffier Dominic Stricker          | Vitaliy Sachko Mika Brunold Ričardas Berankis Liam Broady                       |
| 6 marzo   | Challenger Lugano Lugano, Svizzera Challenger 75 – Cemento (i) 32S/24Q/16D – 73 000€ Singolare – Doppio                       | Zizou Bergs David Pel 6–2, 7–6(6)                              | Constantin Frantzen Hendrik Jebens  | Antoine Escoffier Dominic Stricker          | Vitaliy Sachko Mika Brunold Ričardas Berankis Liam Broady                       |
| 6 marzo   | Santiago Challenger Vitacura, Cile Challenger 75 – Terra rossa 32S/24Q/16D – 80 000$ Singolare – Doppio                       | Hugo Dellien 3–6, 6–3, 6–3                                     | Thiago Seyboth Wild                 | Facundo Díaz Acosta Genaro Alberto Olivieri | Luciano Darderi Facundo Bagnis Franco Agamenone Federico Gaio                   |
| 6 marzo   | Santiago Challenger Vitacura, Cile Challenger 75 – Terra rossa 32S/24Q/16D – 80 000$ Singolare – Doppio                       | Pedro Boscardin Dias João Lucas Reis da Silva 6–4, 3–6, [10–7] | Diego Hidalgo Cristian Rodríguez    | Facundo Díaz Acosta Genaro Alberto Olivieri | Luciano Darderi Facundo Bagnis Franco Agamenone Federico Gaio                   |
| 13 marzo  | Arizona Tennis Classic Phoenix, Stati Uniti Challenger 175 – Cemento 32S/24Q/16D – 220 000$ Singolare – Doppio                | Nuno Borges 4–6, 6–2, 6–1                                      | Aleksandr Ševčenko                  | Quentin Halys Jan-Lennard Struff            | Matteo Berrettini Aleksandar Kovacevic Aleksandr Bublik Alexei Popyrin          |
| 13 marzo  | Arizona Tennis Classic Phoenix, Stati Uniti Challenger 175 – Cemento 32S/24Q/16D – 220 000$ Singolare – Doppio                | Nathaniel Lammons Jackson Withrow 6(1)–7, 6–4, [10–8]          | Hugo Nys Jan Zieliński              | Quentin Halys Jan-Lennard Struff            | Matteo Berrettini Aleksandar Kovacevic Aleksandr Bublik Alexei Popyrin          |
| 13 marzo  | Viña del Mar Challenger Viña del Mar, Cile Challenger 75 – Terra rossa 32S/24Q/16D – 80 000$ Singolare – Doppio               | Thiago Seyboth Wild 7–5, 6–1                                   | Hugo Gaston                         | Tomás Barrios Vera Andrea Vavassori         | Andrea Pellegrino Álvaro López San Martín Camilo Ugo Carabelli Riccardo Bonadio |
| 13 marzo  | Viña del Mar Challenger Viña del Mar, Cile Challenger 75 – Terra rossa 32S/24Q/16D – 80 000$ Singolare – Doppio               | Diego Hidalgo Cristian Rodríguez 6–4, 7–6(5)                   | Luciano Darderi Andrea Vavassori    | Tomás Barrios Vera Andrea Vavassori         | Andrea Pellegrino Álvaro López San Martín Camilo Ugo Carabelli Riccardo Bonadio |
| 13 marzo  | Kiskút Open Székesfehérvár, Ungheria Challenger 50 – Terra rossa (i) 32S/24Q/16D – 36 000€ Singolare – Doppio                 | Hamad Međedović 6–4, 6–3                                       | Nino Serdarušić                     | Fábián Marozsán Evan Furness                | Adrian Andreev Damir Džumhur Zsombor Piros Flavio Cobolli                       |
| 13 marzo  | Kiskút Open Székesfehérvár, Ungheria Challenger 50 – Terra rossa (i) 32S/24Q/16D – 36 000€ Singolare – Doppio                 | Bogdan Bobrov Sergey Fomin 6–2, 5–7, [11–9]                    | Sarp Ağabigün Ergi Kırkın           | Fábián Marozsán Evan Furness                | Adrian Andreev Damir Džumhur Zsombor Piros Flavio Cobolli                       |
| 20 marzo  | Challenger Biel/Bienne Bienne, Svizzera Challenger 100 – Cemento (i) 32S/24Q/16D – 118 000€ Singolare – Doppio                | Jurij Rodionov 6–3 rit.                                        | Liam Broady                         | Marius Copil Benjamin Hassan                | Mika Brunold Gabriel Diallo Norbert Gombos Otto Virtanen                        |
| 20 marzo  | Challenger Biel/Bienne Bienne, Svizzera Challenger 100 – Cemento (i) 32S/24Q/16D – 118 000€ Singolare – Doppio                | Constantin Frantzen Hendrik Jebens 6–2, 6–4                    | Victor Vlad Cornea Franko Škugor    | Marius Copil Benjamin Hassan                | Mika Brunold Gabriel Diallo Norbert Gombos Otto Virtanen                        |
| 20 marzo  | Challenger Club Els Gorchs Les Franqueses del Vallès, Spagna Challenger 75 – Cemento 32S/24Q/16D – 73 000€ Singolare – Doppio | Hugo Grenier 3–6, 6–1, 7–6(3)                                  | Billy Harris                        | Max Purcell Bu Yunchaokete                  | David Jordá Sanchís Marco Trungelliti Gastão Elias Ivan Gakhov                  |
| 20 marzo  | Challenger Club Els Gorchs Les Franqueses del Vallès, Spagna Challenger 75 – Cemento 32S/24Q/16D – 73 000€ Singolare – Doppio | Anirudh Chandrasekar Vijay Sundar Prashanth 7–5, 6–1           | Purav Raja Divij Sharan             | Max Purcell Bu Yunchaokete                  | David Jordá Sanchís Marco Trungelliti Gastão Elias Ivan Gakhov                  |
| 20 marzo  | Saint-Brieuc Challenger Saint-Brieuc, Francia Challenger 75 – Cemento (i) 32S/24Q/16D – 73 000€ Singolare – Doppio            | Ričardas Berankis 6–3, 6(3)–7, 7–6(5)                          | Dan Added                           | Evan Furness Pierre-Hugues Herbert          | Antoine Escoffier Harold Mayot Lucas Poullain Mark Lajal                        |
| 20 marzo  | Saint-Brieuc Challenger Saint-Brieuc, Francia Challenger 75 – Cemento (i) 32S/24Q/16D – 73 000€ Singolare – Doppio            | Dan Added Albano Olivetti 4–6, 7–6(7), [10–6]                  | Patrik Niklas-Salminen Bart Stevens | Evan Furness Pierre-Hugues Herbert          | Antoine Escoffier Harold Mayot Lucas Poullain Mark Lajal                        |
| 20 marzo  | Zadar Open Zara, Croazia Challenger 75 – Terra rossa 32S/24Q/16D – 73 000€ Singolare – Doppio                                 | Alessandro Giannessi 6–4, 5–7, 7–6(6)                          | Sebastian Ofner                     | Flavio Cobolli Arthur Cazaux                | Giulio Zeppieri Matteo Gigante Zsombor Piros Dino Prižmić                       |
| 20 marzo  | Zadar Open Zara, Croazia Challenger 75 – Terra rossa 32S/24Q/16D – 73 000€ Singolare – Doppio                                 | Manuel Guinard Nino Serdarušić 6–4, 6–0                        | Ivan Sabanov Matej Sabanov          | Flavio Cobolli Arthur Cazaux                | Giulio Zeppieri Matteo Gigante Zsombor Piros Dino Prižmić                       |
| 27 marzo  | Mexico City Open Città del Messico, Messico Challenger 125 – Terra rossa 32S/24Q/16D – 160 000$ Singolare – Doppio            | Dominik Koepfer 2–6, 6–4, 6–2                                  | Thiago Agustín Tirante              | Maximilian Neuchrist Jan Choinski           | Federico Gaio Antoine Bellier Nicolás Mejía Enzo Couacaud                       |
| 27 marzo  | Mexico City Open Città del Messico, Messico Challenger 125 – Terra rossa 32S/24Q/16D – 160 000$ Singolare – Doppio            | Boris Arias Federico Zeballos 7–5, 5–7, [10–2]                 | Evan King Reese Stalder             | Maximilian Neuchrist Jan Choinski           | Federico Gaio Antoine Bellier Nicolás Mejía Enzo Couacaud                       |
| 27 marzo  | Sanremo Challenger Sanremo, Italia Challenger 125 – Terra rossa 32S/24Q/16D – 145 000€ Singolare – Doppio                     | Luca Van Assche 6–1, 6–3                                       | Juan Pablo Varillas                 | Kimmer Coppejans Vít Kopřiva                | Andrea Vavassori Zsombor Piros Alexandre Müller Gianluca Mager                  |
| 27 marzo  | Sanremo Challenger Sanremo, Italia Challenger 125 – Terra rossa 32S/24Q/16D – 145 000€ Singolare – Doppio                     | Victor Vlad Cornea Franko Škugor 6–2, 6–3                      | Nikola Ćaćić Marcelo Demoliner      | Kimmer Coppejans Vít Kopřiva                | Andrea Vavassori Zsombor Piros Alexandre Müller Gianluca Mager                  |
| 27 marzo  | Play In Challenger Lille Lilla, Francia Challenger 100 – Cemento (i) 32S/24Q/16D – 118 000€ Singolare – Doppio                | Otto Virtanen 6(3)–7, 6–4, 6–2                                 | Max Purcell                         | Michael Geerts Jurij Rodionov               | Maxime Janvier Altuğ Çelikbilek Vitaliy Sachko Gabriel Diallo                   |
| 27 marzo  | Play In Challenger Lille Lilla, Francia Challenger 100 – Cemento (i) 32S/24Q/16D – 118 000€ Singolare – Doppio                | Max Purcell Jason Taylor 7–6(3), 6–4                           | Dustin Brown Aisam-ul-Haq Qureshi   | Michael Geerts Jurij Rodionov               | Maxime Janvier Altuğ Çelikbilek Vitaliy Sachko Gabriel Diallo                   |
| 27 marzo  | Girona Challenger Gerona, Spagna Challenger 75 – Terra rossa 32S/24Q/16D – 73 000€ Singolare – Doppio                         | Ivan Gakhov 5–7, 6–4 rit.                                      | Gastão Elias                        | Jesper de Jong Pedro Martínez               | Pedro Cachín Timofej Skatov Mariano Navone Jaume Munar                          |
| 27 marzo  | Girona Challenger Gerona, Spagna Challenger 75 – Terra rossa 32S/24Q/16D – 73 000€ Singolare – Doppio                         | Yuki Bhambri Saketh Myneni 6–4, 6–4                            | Íñigo Cervantes Oriol Roca Batalla  | Jesper de Jong Pedro Martínez               | Pedro Cachín Timofej Skatov Mariano Navone Jaume Munar                          |

### Aprile
| Settimana | Torneo | Campione                                                   | Finalista                                     | Semifinalisti                         | Eliminati ai quarti                                                                      |
| --------- | --- | ---------------------------------------------------------- | --------------------------------------------- | ------------------------------------- | ---------------------------------------------------------------------------------------- |
| 3 aprile  | San Luis Potosí Challenger San Luis Potosí, Messico Challenger 75 – Terra rossa 32S/24Q/16D – 80 000$ Singolare – Doppio             | Tomás Barrios Vera 7–6(6), 7–5                             | Dominik Koepfer                               | Jan Choinski Patrick Kypson           | Thiago Agustín Tirante Maximilian Neuchrist Giovanni Mpetshi Perricard Térence Atmane    |
| 3 aprile  | San Luis Potosí Challenger San Luis Potosí, Messico Challenger 75 – Terra rossa 32S/24Q/16D – 80 000$ Singolare – Doppio             | Colin Sinclair Adam Walton 5–7, 6–3, [10–5]                | Benjamin Lock Rubin Statham                   | Jan Choinski Patrick Kypson           | Thiago Agustín Tirante Maximilian Neuchrist Giovanni Mpetshi Perricard Térence Atmane    |
| 3 aprile  | Open Barletta Barletta, Italia Challenger 75 – Terra rossa 32S/24Q/16D – 73 000€ Singolare – Doppio                                  | Shintaro Mochizuki 6–1, 6–4                                | Santiago Fa Rodríguez Taverna                 | Franco Agamenone Nicholas David Ionel | Zsombor Piros Laurent Lokoli Andrea Pellegrino Steven Diez                               |
| 3 aprile  | Open Barletta Barletta, Italia Challenger 75 – Terra rossa 32S/24Q/16D – 73 000€ Singolare – Doppio                                  | Jacopo Berrettini Flavio Cobolli 1–6, 7–5, [10–6]          | Zdeněk Kolář Denys Molčanov                   | Franco Agamenone Nicholas David Ionel | Zsombor Piros Laurent Lokoli Andrea Pellegrino Steven Diez                               |
| 3 aprile  | Murcia Open Murcia, Spagna Challenger 75 – Terra rossa 32S/24Q/16D – 73 000€ Singolare – Doppio                                      | Matteo Arnaldi 6–4, 7–6(4)                                 | Borna Gojo                                    | Pablo Llamas Ruiz Marco Trungelliti   | Jesper de Jong Daniel Dutra da Silva Viktor Durasovic Michail Kukuškin                   |
| 3 aprile  | Murcia Open Murcia, Spagna Challenger 75 – Terra rossa 32S/24Q/16D – 73 000€ Singolare – Doppio                                      | Daniel Rincón Abedallah Shelbayh 7–6(3), 6–4               | Marco Bortolotti Sergio Martos Gornés         | Pablo Llamas Ruiz Marco Trungelliti   | Jesper de Jong Daniel Dutra da Silva Viktor Durasovic Michail Kukuškin                   |
| 10 aprile | Sarasota Open Sarasota, Stati Uniti Challenger 125 – Terra verde 32S/24Q/16D – 160 000$ Singolare – Doppio                           | Daniel Altmaier 7–6(1), 6–1                                | Daniel Elahi Galán                            | Tomáš Macháč Enzo Couacaud            | Jason Kubler Aleksandar Vukic Gabriel Diallo Genaro Alberto Olivieri                     |
| 10 aprile | Sarasota Open Sarasota, Stati Uniti Challenger 125 – Terra verde 32S/24Q/16D – 160 000$ Singolare – Doppio                           | Julian Cash Henry Patten 7–6(4), 6–4                       | Guido Andreozzi Guillermo Durán               | Tomáš Macháč Enzo Couacaud            | Jason Kubler Aleksandar Vukic Gabriel Diallo Genaro Alberto Olivieri                     |
| 10 aprile | Open Comunidad de Madrid Madrid, Spagna Challenger 75 – Terra rossa 32S/24Q/16D – 73 000€ Singolare – Doppio                         | Aleksandr Ševčenko 6–4, 6–3                                | Pedro Cachín                                  | Andrea Collarini Francesco Passaro    | Sebastian Ofner Miljan Zekić Nicolas Moreno de Alboran Sergi Perez Contri                |
| 10 aprile | Open Comunidad de Madrid Madrid, Spagna Challenger 75 – Terra rossa 32S/24Q/16D – 73 000€ Singolare – Doppio                         | Ivan Liutarevich Vladyslav Manafov 6–4, 6–4                | Patrik Niklas-Salminen Bart Stevens           | Andrea Collarini Francesco Passaro    | Sebastian Ofner Miljan Zekić Nicolas Moreno de Alboran Sergi Perez Contri                |
| 10 aprile | Torneo Internacional Challenger León León, Messico Challenger 75 – Cemento 32S/24Q/16D – 80 000$ Singolare – Doppio                  | Giovanni Mpetshi Perricard 6(5)–7, 7–6(6), 7–6(3)          | Juan Pablo Ficovich                           | Aziz Dougaz Maximilian Neuchrist      | James Duckworth Nicolás Mejía Antoine Bellier Elmar Ejupovic                             |
| 10 aprile | Torneo Internacional Challenger León León, Messico Challenger 75 – Cemento 32S/24Q/16D – 80 000$ Singolare – Doppio                  | Aziz Dougaz Antoine Escoffier 7–6(5), 3–6, [10–5]          | Maximilian Neuchrist Michail Pervolarakis     | Aziz Dougaz Maximilian Neuchrist      | James Duckworth Nicolás Mejía Antoine Bellier Elmar Ejupovic                             |
| 10 aprile | Split Open Spalato, Croazia Challenger 75 – Terra rossa 32S/24Q/16D – 73 000€ Singolare – Doppio                                     | Zsombor Piros 7–6(2), 7–6(9)                               | Norbert Gombos                                | Christopher O'Connell Marc Polmans    | Dino Prižmić Radu Albot Máté Valkusz Filip Misolic                                       |
| 10 aprile | Split Open Spalato, Croazia Challenger 75 – Terra rossa 32S/24Q/16D – 73 000€ Singolare – Doppio                                     | Sadio Doumbia Fabien Reboul 6–4, 6–4                       | Anirudh Chandrasekar Vijay Sundar Prashanth   | Christopher O'Connell Marc Polmans    | Dino Prižmić Radu Albot Máté Valkusz Filip Misolic                                       |
| 17 aprile | Aberto de Tênis de Santa Catarina Florianópolis, Brasile Challenger 75 – Terra rossa 32S/24Q/16D – 80 000$ Singolare – Doppio        | Tomás Barrios Vera 6–4, 6–4                                | Alejandro Tabilo                              | Eduardo Ribeiro Benjamin Hassan       | Genaro Alberto Olivieri João Fonseca Alessandro Giannessi Francisco Comesaña             |
| 17 aprile | Aberto de Tênis de Santa Catarina Florianópolis, Brasile Challenger 75 – Terra rossa 32S/24Q/16D – 80 000$ Singolare – Doppio        | Pedro Boscardin Dias Gustavo Heide 6–2, 7–5                | Christian Oliveira Pedro Sakamoto             | Eduardo Ribeiro Benjamin Hassan       | Genaro Alberto Olivieri João Fonseca Alessandro Giannessi Francisco Comesaña             |
| 17 aprile | Morelos Open Cuernavaca, Messico Challenger 75 – Cemento 32S/24Q/16D – 80 000$ Singolare – Doppio                                    | Thiago Agustín Tirante 7–5, 6–0                            | James Duckworth                               | Christian Langmo Mark Lajal           | Vitaliy Sachko Antoine Escoffier Juan Pablo Ficovich Térence Atmane                      |
| 17 aprile | Morelos Open Cuernavaca, Messico Challenger 75 – Cemento 32S/24Q/16D – 80 000$ Singolare – Doppio                                    | Skander Mansouri Michail Pervolarakis 6–4, 6–4             | Benjamin Lock Rubin Statham                   | Christian Langmo Mark Lajal           | Vitaliy Sachko Antoine Escoffier Juan Pablo Ficovich Térence Atmane                      |
| 17 aprile | Tallahassee Tennis Challenger Tallahassee, Stati Uniti Challenger 75 – Terra verde 32S/24Q/16D – 80 000$ Singolare – Doppio          | Zizou Bergs 7–5, 6–2                                       | Wu Tung-lin                                   | Hong Seong-chan Enzo Couacaud         | Zhang Zhizhen Moez Echargui Thai-Son Kwiatkowski Alex Michelsen                          |
| 17 aprile | Tallahassee Tennis Challenger Tallahassee, Stati Uniti Challenger 75 – Terra verde 32S/24Q/16D – 80 000$ Singolare – Doppio          | Federico Agustín Gómez Nicolás Kicker 7–6(2), 4–6, [13–11] | William Blumberg Luis David Martínez          | Hong Seong-chan Enzo Couacaud         | Zhang Zhizhen Moez Echargui Thai-Son Kwiatkowski Alex Michelsen                          |
| 17 aprile | Oeiras Challenger Oeiras, Portogallo Challenger 125 – Terra rossa 32S/24Q/16D – 145 000€ Singolare – Doppio                          | Zsombor Piros 6–3, 6–4                                     | Juan Manuel Cerúndolo                         | Sebastian Ofner Pedro Sousa           | Kimmer Coppejans Andrea Vavassori Kaichi Uchida Steven Diez                              |
| 17 aprile | Oeiras Challenger Oeiras, Portogallo Challenger 125 – Terra rossa 32S/24Q/16D – 145 000€ Singolare – Doppio                          | Victor Vlad Cornea Franko Škugor 7–6(2), 7–6(4)            | Marcelo Demoliner Andrea Vavassori            | Sebastian Ofner Pedro Sousa           | Kimmer Coppejans Andrea Vavassori Kaichi Uchida Steven Diez                              |
| 17 aprile | Challenger di Roseto degli Abruzzi Roseto degli Abruzzi, Italia Challenger 75 – Terra rossa 32S/24Q/16D – 73 000€ Singolare – Doppio | Filip Misolic 4–6, 7–5, 7–6(6)                             | Raphaël Collignon                             | Dalibor Svrčina Nicholas David Ionel  | Andrea Pellegrino Jesper de Jong Gauthier Onclin Franco Agamenone                        |
| 17 aprile | Challenger di Roseto degli Abruzzi Roseto degli Abruzzi, Italia Challenger 75 – Terra rossa 32S/24Q/16D – 73 000€ Singolare – Doppio | Dan Added Titouan Droguet 6–2, 1–6, [12–10]                | Jacopo Berrettini Andrea Pellegrino           | Dalibor Svrčina Nicholas David Ionel  | Andrea Pellegrino Jesper de Jong Gauthier Onclin Franco Agamenone                        |
| 24 aprile | Seoul Open Challenger Seul, Corea del Sud Challenger 125 – Cemento 32S/24Q/16D – 160 000$ Singolare – Doppio                         | Bu Yunchaokete 7–6(4), 6–4                                 | Aleksandar Vukic                              | Yasutaka Uchiyama Chung Yun-seong     | Hong Seong-chan Denis Kudla Rinky Hijikata Christopher Eubanks                           |
| 24 aprile | Seoul Open Challenger Seul, Corea del Sud Challenger 125 – Cemento 32S/24Q/16D – 160 000$ Singolare – Doppio                         | Max Purcell Yasutaka Uchiyama 6–1, 6–4                     | Chung Yun-seong Yuta Shimizu                  | Yasutaka Uchiyama Chung Yun-seong     | Hong Seong-chan Denis Kudla Rinky Hijikata Christopher Eubanks                           |
| 24 aprile | Savannah Challenger Savannah, Stati Uniti Challenger 75 – Terra rossa 32S/24Q/16D – 80 000$ Singolare – Doppio                       | Facundo Díaz Acosta 6–3, 6–1                               | Tristan Boyer                                 | Calvin Hemery Patrick Kypson          | Zizou Bergs Mitchell Krueger Nicolás Kicker Aziz Dougaz                                  |
| 24 aprile | Savannah Challenger Savannah, Stati Uniti Challenger 75 – Terra rossa 32S/24Q/16D – 80 000$ Singolare – Doppio                       | William Blumberg Luis David Martínez 6–1, 6–4              | Federico Agustín Gómez Nicolás Kicker         | Calvin Hemery Patrick Kypson          | Zizou Bergs Mitchell Krueger Nicolás Kicker Aziz Dougaz                                  |
| 24 aprile | Ostrava Open Challenger Ostrava, Repubblica Ceca Challenger 75 – Terra rossa 32S/24Q/16D – 73 000€ Singolare – Doppio                | Zdeněk Kolář 6–3, 6–2                                      | Máté Valkusz                                  | Shintaro Mochizuki Riccardo Bonadio   | Damir Džumhur Gauthier Onclin Frederico Ferreira Silva Jiří Veselý                       |
| 24 aprile | Ostrava Open Challenger Ostrava, Repubblica Ceca Challenger 75 – Terra rossa 32S/24Q/16D – 73 000€ Singolare – Doppio                | Robert Galloway Miguel Ángel Reyes Varela 7–5, 7–6(5)      | Guido Andreozzi Guillermo Durán               | Shintaro Mochizuki Riccardo Bonadio   | Damir Džumhur Gauthier Onclin Frederico Ferreira Silva Jiří Veselý                       |
| 24 aprile | Roma Open Roma, Italia Challenger 75 – Terra rossa 32S/24Q/16D – 73 000€ Singolare – Doppio                                          | Sumit Nagal 6–3, 6–2                                       | Jesper de Jong                                | Joris De Loore Flavio Cobolli         | Alexander Ritschard Max Houkes Marco Trungelliti Franco Agamenone                        |
| 24 aprile | Roma Open Roma, Italia Challenger 75 – Terra rossa 32S/24Q/16D – 73 000€ Singolare – Doppio                                          | Nicolás Barrientos Francisco Cabral 6–3, 6–1               | Andrej Golubev Denys Molčanov                 | Joris De Loore Flavio Cobolli         | Alexander Ritschard Max Houkes Marco Trungelliti Franco Agamenone                        |
| 24 aprile | Challenger Tenis Club Argentino Buenos Aires, Argentina Challenger 50 – Terra rossa 32S/24Q/16D – 40 000$ Singolare – Doppio         | Thiago Seyboth Wild 6–3, 6–3                               | Luciano Darderi                               | Andrea Collarini Mariano Navone       | Gonzalo Villanueva Santiago Fa Rodríguez Taverna Hernán Casanova Román Andrés Burruchaga |
| 24 aprile | Challenger Tenis Club Argentino Buenos Aires, Argentina Challenger 50 – Terra rossa 32S/24Q/16D – 40 000$ Singolare – Doppio         | Francisco Comesaña Thiago Seyboth Wild 6–3, 6(5)–7, [10–6] | Hernán Casanova Santiago Fa Rodríguez Taverna | Andrea Collarini Mariano Navone       | Gonzalo Villanueva Santiago Fa Rodríguez Taverna Hernán Casanova Román Andrés Burruchaga |

### Maggio
| Settimana | Torneo | Campione                                             | Finalista                                  | Semifinalisti                                   | Eliminati ai quarti                                                                   |
| --------- | --- | ---------------------------------------------------- | ------------------------------------------ | ----------------------------------------------- | ------------------------------------------------------------------------------------- |
| 1º maggio | Sardegna Open Cagliari, Italia Challenger 175 – Terra rossa 32S/24Q/16D – 200 000€ Singolare – Doppio                                | Ugo Humbert 4–6, 7–5, 6–4                            | Laslo Đere                                 | Daniel Elahi Galán Ben Shelton                  | Borna Gojo Tarō Daniel Thanasi Kokkinakis Giulio Zeppieri                             |
| 1º maggio | Sardegna Open Cagliari, Italia Challenger 175 – Terra rossa 32S/24Q/16D – 200 000€ Singolare – Doppio                                | Alexander Erler Lucas Miedler 7–6(6), 6–3            | Máximo González Andrés Molteni             | Daniel Elahi Galán Ben Shelton                  | Borna Gojo Tarō Daniel Thanasi Kokkinakis Giulio Zeppieri                             |
| 1º maggio | Open du Pays d'Aix Aix-en-Provence, Francia Challenger 175 – Terra rossa 32S/24Q/16D – 200 000€ Singolare – Doppio                   | Andy Murray 2–6, 6–1, 6–2                            | Tommy Paul                                 | David Goffin Harold Mayot                       | Jurij Rodionov Arthur Fils Luca Van Assche Aleksandr Bublik                           |
| 1º maggio | Open du Pays d'Aix Aix-en-Provence, Francia Challenger 175 – Terra rossa 32S/24Q/16D – 200 000€ Singolare – Doppio                   | Jason Kubler John Peers 6(5)–7, 6–4, [10–7]          | Nuno Borges Francisco Cabral               | David Goffin Harold Mayot                       | Jurij Rodionov Arthur Fils Luca Van Assche Aleksandr Bublik                           |
| 1º maggio | Gwangju Open Gwangju, Corea del Sud Challenger 75 – Cemento 32S/24Q/16D – 80 000$ Singolare – Doppio                                 | Jordan Thompson 6–3, 6–2                             | Max Purcell                                | Marc Polmans Christopher Eubanks                | Emilio Gómez Jason Jung Rinky Hijikata Bu Yunchaokete                                 |
| 1º maggio | Gwangju Open Gwangju, Corea del Sud Challenger 75 – Cemento 32S/24Q/16D – 80 000$ Singolare – Doppio                                 | Evan King Reese Stalder 6–4, 6–2                     | Andrew Harris John-Patrick Smith           | Marc Polmans Christopher Eubanks                | Emilio Gómez Jason Jung Rinky Hijikata Bu Yunchaokete                                 |
| 1º maggio | I. ČLTK Prague Open Praga, Rep. Ceca Challenger 75 – Terra rossa 32S/24Q/16D – 73 000€ Singolare – Doppio                            | Dominic Stricker 7–6(7), 6–3                         | Sebastian Ofner                            | Filip Krajinović Lukáš Klein                    | Dominik Koepfer Dalibor Svrčina Zdeněk Kolář Tomás Barrios Vera                       |
| 1º maggio | I. ČLTK Prague Open Praga, Rep. Ceca Challenger 75 – Terra rossa 32S/24Q/16D – 73 000€ Singolare – Doppio                            | Petr Nouza Andrew Paulson 6–4, 6–3                   | Jiří Barnat Jan Hrazdil                    | Filip Krajinović Lukáš Klein                    | Dominik Koepfer Dalibor Svrčina Zdeněk Kolář Tomás Barrios Vera                       |
| 1º maggio | Challenger Coquimbo Coquimbo, Cile Challenger 50 – Terra rossa 32S/24Q/16D – 40 000$ Singolare – Doppio                              | Matheus Pucinelli de Almeida 7–6(1), 6(4)–7, 6–4     | João Lucas Reis da Silva                   | Román Andrés Burruchaga Thiago Seyboth Wild     | Nick Hardt Santiago Fa Rodríguez Taverna Facundo Juárez Mateus Alves                  |
| 1º maggio | Challenger Coquimbo Coquimbo, Cile Challenger 50 – Terra rossa 32S/24Q/16D – 40 000$ Singolare – Doppio                              | Valerio Aboian Murkel Dellien 7–6(4), 6–0            | Tomás Farjat Facundo Juárez                | Román Andrés Burruchaga Thiago Seyboth Wild     | Nick Hardt Santiago Fa Rodríguez Taverna Facundo Juárez Mateus Alves                  |
| 8 maggio  | Busan Open Challenger Busan, Corea del Sud Challenger 125 – Cemento 32S/24Q/16D – 160 000$ Singolare – Doppio                        | Aleksandar Vukic 6–4, 1–0 rit.                       | Max Purcell                                | Gabriel Diallo Brandon Holt                     | Yasutaka Uchiyama Jordan Thompson Li Tu Christopher Eubanks                           |
| 8 maggio  | Busan Open Challenger Busan, Corea del Sud Challenger 125 – Cemento 32S/24Q/16D – 160 000$ Singolare – Doppio                        | Evan King Reese Stalder walkover                     | Max Purcell Rubin Statham                  | Gabriel Diallo Brandon Holt                     | Yasutaka Uchiyama Jordan Thompson Li Tu Christopher Eubanks                           |
| 8 maggio  | Danube Upper Austria Open Mauthausen, Austria Challenger 100 – Terra rossa 32S/24Q/16D – 118 000€ Singolare – Doppio                 | Hamad Međedović 6–2, 6(5)–7, 6–4                     | Filip Misolic                              | Dominic Thiem Sebastian Ofner                   | Dino Prižmić Dennis Novak Facundo Bagnis Hugo Gaston                                  |
| 8 maggio  | Danube Upper Austria Open Mauthausen, Austria Challenger 100 – Terra rossa 32S/24Q/16D – 118 000€ Singolare – Doppio                 | Romain Arneodo Tristan-Samuel Weissborn 6–4, 6–2     | Constantin Frantzen Hendrik Jebens         | Dominic Thiem Sebastian Ofner                   | Dino Prižmić Dennis Novak Facundo Bagnis Hugo Gaston                                  |
| 8 maggio  | Internazionali di Tennis d'Abruzzo Francavilla al Mare, Italia Challenger 75 – Terra rossa 32S/24Q/16D – 73 000€ Singolare – Doppio  | Alejandro Tabilo 6–1, 7–5                            | Benoît Paire                               | Lorenzo Giustino Nicholas David Ionel           | Raphaël Collignon Gianluca Mager Kimmer Coppejans Thiago Agustín Tirante              |
| 8 maggio  | Internazionali di Tennis d'Abruzzo Francavilla al Mare, Italia Challenger 75 – Terra rossa 32S/24Q/16D – 73 000€ Singolare – Doppio  | Nicolás Barrientos Ariel Behar 7–6(1), 3–6, [10–6]   | Sander Arends Petros Tsitsipas             | Lorenzo Giustino Nicholas David Ionel           | Raphaël Collignon Gianluca Mager Kimmer Coppejans Thiago Agustín Tirante              |
| 8 maggio  | TK Sparta Praga Challenger Praga, Rep. Ceca Challenger 75 – Terra rossa 32S/24Q/16D – 73 000€ Singolare – Doppio                     | Jakub Menšík 6–4, 6–3                                | Dominik Koepfer                            | Alejandro Moro Cañas Nicolás Kicker             | Akira Santillan Shintaro Mochizuki Lukáš Klein Henri Laaksonen                        |
| 8 maggio  | TK Sparta Praga Challenger Praga, Rep. Ceca Challenger 75 – Terra rossa 32S/24Q/16D – 73 000€ Singolare – Doppio                     | Dan Added Albano Olivetti 6–4, 6–3                   | Miķelis Lībietis Hunter Reese              | Alejandro Moro Cañas Nicolás Kicker             | Akira Santillan Shintaro Mochizuki Lukáš Klein Henri Laaksonen                        |
| 15 maggio | Tournoi International de Tennis de Bordeaux Bordeaux, Francia Challenger 175 – Terra rossa 32S/24Q/16D – 200 000€ Singolare – Doppio | Ugo Humbert 7–6(3), 6–4                              | Tomás Martín Etcheverry                    | Jan-Lennard Struff Richard Gasquet              | Corentin Moutet Albert Ramos Viñolas Mikael Ymer Stan Wawrinka                        |
| 15 maggio | Tournoi International de Tennis de Bordeaux Bordeaux, Francia Challenger 175 – Terra rossa 32S/24Q/16D – 200 000€ Singolare – Doppio | Lloyd Glasspool Harri Heliövaara 6–4, 6–2            | Sadio Doumbia Fabien Reboul                | Jan-Lennard Struff Richard Gasquet              | Corentin Moutet Albert Ramos Viñolas Mikael Ymer Stan Wawrinka                        |
| 15 maggio | Torino Challenger Torino, Italia Challenger 175 – Terra rossa 32S/24Q/16D – 200 000€ Singolare – Doppio                              | Dominik Koepfer 6(5)–7, 6–2, 6–0                     | Federico Gaio                              | Sebastián Báez Daniel Elahi Galán               | Thiago Seyboth Wild Andrea Collarini Edoardo Lavagno Flavio Cobolli                   |
| 15 maggio | Torino Challenger Torino, Italia Challenger 175 – Terra rossa 32S/24Q/16D – 200 000€ Singolare – Doppio                              | Andrej Golubev Denys Molčanov 7–6(4), 6(6)–7, [10–5] | Nathaniel Lammons John Peers               | Sebastián Báez Daniel Elahi Galán               | Thiago Seyboth Wild Andrea Collarini Edoardo Lavagno Flavio Cobolli                   |
| 15 maggio | Tunis Open Tunisi, Tunisia Challenger 75 – Terra rossa 32S/24Q/16D – 80 000$ Singolare – Doppio                                      | Sho Shimabukuro 6–4, 6–4                             | Geoffrey Blancaneaux                       | Borna Gojo Jesper de Jong                       | Jakub Menšík Maximilian Marterer Aziz Dougaz Damir Džumhur                            |
| 15 maggio | Tunis Open Tunisi, Tunisia Challenger 75 – Terra rossa 32S/24Q/16D – 80 000$ Singolare – Doppio                                      | Théo Arribagé Luca Sanchez 4–6, 6–3, [10–5]          | James McCabe Aziz Ouakaa                   | Borna Gojo Jesper de Jong                       | Jakub Menšík Maximilian Marterer Aziz Dougaz Damir Džumhur                            |
| 15 maggio | Oeiras Challenger II Oeiras, Portogallo Challenger 75 – Terra rossa 32S/24Q/16D – 73 000€ Singolare – Doppio                         | Facundo Díaz Acosta 6–4, 6–3                         | Aleksandar Vukic                           | Nicolas Moreno de Alboran Felipe Meligeni Alves | Pedro Cachín Radu Albot Alexander Ritschard Pedro Martínez                            |
| 15 maggio | Oeiras Challenger II Oeiras, Portogallo Challenger 75 – Terra rossa 32S/24Q/16D – 73 000€ Singolare – Doppio                         | Luke Johnson Sem Verbeek 6(6)–7, 7–5, [10–6]         | Jaime Faria Henrique Rocha                 | Nicolas Moreno de Alboran Felipe Meligeni Alves | Pedro Cachín Radu Albot Alexander Ritschard Pedro Martínez                            |
| 22 maggio | Macedonian Open Skopje, Macedonia del Nord Challenger 75 – Terra rossa 32S/24Q/16D – 73 000€ Singolare – Doppio                      | Máté Valkusz 6–3, 6–4                                | Francisco Comesaña                         | Dragoș Nicolae Mădăraș Evgenij Donskoj          | Aziz Dougaz Alexander Weis Oliver Crawford Gerard Campana Lee                         |
| 22 maggio | Macedonian Open Skopje, Macedonia del Nord Challenger 75 – Terra rossa 32S/24Q/16D – 73 000€ Singolare – Doppio                      | Petr Nouza Andrew Paulson 7–6(5), 6–3                | Sriram Balaji Jeevan Nedunchezhiyan        | Dragoș Nicolae Mădăraș Evgenij Donskoj          | Aziz Dougaz Alexander Weis Oliver Crawford Gerard Campana Lee                         |
| 29 maggio | Little Rock Challenger Little Rock, Stati Uniti Challenger 75 – Cemento 32S/24Q/16D – 80 000$ Singolare – Doppio                     | Mark Lajal 6–4, 7–5                                  | Beibit Zhukayev                            | Antoine Escoffier Adam Walton                   | Aziz Dougaz Thai-Son Kwiatkowski Alexis Galarneau Michail Kukuškin                    |
| 29 maggio | Little Rock Challenger Little Rock, Stati Uniti Challenger 75 – Cemento 32S/24Q/16D – 80 000$ Singolare – Doppio                     | Nam Ji-sung Artem Sitak 6–4, 6–4                     | Alexis Galarneau Nicolas Moreno de Alboran | Antoine Escoffier Adam Walton                   | Aziz Dougaz Thai-Son Kwiatkowski Alexis Galarneau Michail Kukuškin                    |
| 29 maggio | Troisdorf Challenger Troisdorf, Germania Challenger 75 – Terra rossa 32S/24Q/16D – 73 000€ Singolare – Doppio                        | Ivan Gakhov 6–2, 5–7, 6–3                            | Frederico Ferreira Silva                   | Pavel Kotov Sumit Nagal                         | Robert Strombachs Nick Hardt Oleksii Krutykh Renzo Olivo                              |
| 29 maggio | Troisdorf Challenger Troisdorf, Germania Challenger 75 – Terra rossa 32S/24Q/16D – 73 000€ Singolare – Doppio                        | Íñigo Cervantes Oriol Roca Batalla 6–2, 7–6(1)       | Manuel Guinard Grégoire Jacq               | Pavel Kotov Sumit Nagal                         | Robert Strombachs Nick Hardt Oleksii Krutykh Renzo Olivo                              |
| 29 maggio | Internazionali Città di Vicenza Vicenza, Italia Challenger 75 – Terra rossa 32S/24Q/16D – 73 000€ Singolare – Doppio                 | Francisco Comesaña 3–6, 6–2, 6–2                     | Pablo Llamas Ruiz                          | Francesco Passaro Román Andrés Burruchaga       | Santiago Fa Rodríguez Taverna Matheus Pucinelli de Almeida Nino Serdarušić Luca Nardi |
| 29 maggio | Internazionali Città di Vicenza Vicenza, Italia Challenger 75 – Terra rossa 32S/24Q/16D – 73 000€ Singolare – Doppio                 | Anirudh Chandrasekar Vijay Sundar Prashanth 6–3, 6–2 | Fernando Romboli Marcelo Zormann           | Francesco Passaro Román Andrés Burruchaga       | Santiago Fa Rodríguez Taverna Matheus Pucinelli de Almeida Nino Serdarušić Luca Nardi |

### Giugno
| Settimana | Torneo | Campione                                              | Finalista                             | Semifinalisti                                | Eliminati ai quarti                                                        |
| --------- | --- | ----------------------------------------------------- | ------------------------------------- | -------------------------------------------- | -------------------------------------------------------------------------- |
| 5 giugno  | Heilbronner Neckarcup Heilbronn, Germania Challenger 125 – Terra rossa 32S/24Q/16D – 145 000€ Singolare – Doppio                 | Matteo Arnaldi 7–6(4), 6–1                            | Facundo Díaz Acosta                   | Rudolf Molleker Pedro Martínez               | Akira Santillan Daniel Elahi Galán Pavel Kotov Jaume Munar                 |
| 5 giugno  | Heilbronner Neckarcup Heilbronn, Germania Challenger 125 – Terra rossa 32S/24Q/16D – 145 000€ Singolare – Doppio                 | Constantin Frantzen Hendrik Jebens 7–6(7), 6–4        | Victor Vlad Cornea Philipp Oswald     | Rudolf Molleker Pedro Martínez               | Akira Santillan Daniel Elahi Galán Pavel Kotov Jaume Munar                 |
| 5 giugno  | Surbiton Trophy Surbiton, Regno Unito Challenger 125 – Erba 32S/24Q/16D – 145 000€ Singolare – Doppio                            | Andy Murray 6–3, 6–2                                  | Jurij Rodionov                        | Zizou Bergs Jordan Thompson                  | Gabriel Diallo Rinky Hijikata Jason Kubler Constant Lestienne              |
| 5 giugno  | Surbiton Trophy Surbiton, Regno Unito Challenger 125 – Erba 32S/24Q/16D – 145 000€ Singolare – Doppio                            | Liam Broady Jonny O'Mara 6–4, 5–7, [10–8]             | Alexei Popyrin Aleksandar Vukic       | Zizou Bergs Jordan Thompson                  | Gabriel Diallo Rinky Hijikata Jason Kubler Constant Lestienne              |
| 5 giugno  | Czech Open Prostějov, Rep. Ceca Challenger 100 – Terra rossa 32S/24Q/16D – 118 000€ Singolare – Doppio                           | Dalibor Svrčina 6–4, 6–2                              | Tomáš Macháč                          | Lukáš Klein Francisco Comesaña               | Jiří Lehečka Jakub Menšík Dimitar Kuzmanov Román Andrés Burruchaga         |
| 5 giugno  | Czech Open Prostějov, Rep. Ceca Challenger 100 – Terra rossa 32S/24Q/16D – 118 000€ Singolare – Doppio                           | Ariel Behar Adam Pavlásek 7–5, 6–4                    | Marco Bortolotti Sergio Martos Gornés | Lukáš Klein Francisco Comesaña               | Jiří Lehečka Jakub Menšík Dimitar Kuzmanov Román Andrés Burruchaga         |
| 5 giugno  | Tyler Tennis Championships Tyler, Stati Uniti Challenger 75 – Cemento 32S/24Q/16D – 80 000$ Singolare – Doppio                   | Nicolas Moreno de Alboran 6(8)–7, 7–6(0), 6–4         | Michail Kukuškin                      | Peter Gojowczyk Alexis Galarneau             | Skander Mansouri Adam Neff Tennys Sandgren Yuta Shimizu                    |
| 5 giugno  | Tyler Tennis Championships Tyler, Stati Uniti Challenger 75 – Cemento 32S/24Q/16D – 80 000$ Singolare – Doppio                   | Alex Bolt Andrew Harris 6–1, 6–4                      | Evan King Reese Stalder               | Peter Gojowczyk Alexis Galarneau             | Skander Mansouri Adam Neff Tennys Sandgren Yuta Shimizu                    |
| 12 giugno | Internazionali di Tennis Città di Perugia Perugia, Italia Challenger 125 – Terra rossa 32S/24Q/16D – 145 000€ Singolare – Doppio | Fábián Marozsán 6–2, 6–3                              | Edoardo Lavagno                       | Pedro Cachín Alexandre Müller                | Nerman Fatić Francesco Maestrelli Jaume Munar Raul Brancaccio              |
| 12 giugno | Internazionali di Tennis Città di Perugia Perugia, Italia Challenger 125 – Terra rossa 32S/24Q/16D – 145 000€ Singolare – Doppio | Boris Arias Federico Zeballos 7–6(3), 7–6(6)          | Luciano Darderi Juan Pablo Paz        | Pedro Cachín Alexandre Müller                | Nerman Fatić Francesco Maestrelli Jaume Munar Raul Brancaccio              |
| 12 giugno | Nottingham Open Nottingham, Regno Unito Challenger 125 – Erba 32S/24Q/16D – 145 000€ Singolare – Doppio                          | Andy Murray 6–4, 6–4                                  | Arthur Cazaux                         | Nuno Borges Dominik Koepfer                  | Dominic Stricker Sho Shimabukuro Gabriel Diallo George Loffhagen           |
| 12 giugno | Nottingham Open Nottingham, Regno Unito Challenger 125 – Erba 32S/24Q/16D – 145 000€ Singolare – Doppio                          | Jacob Fearnley Johannus Monday 6–3, 6(6)–7, [10–7]    | Liam Broady Jonny O'Mara              | Nuno Borges Dominik Koepfer                  | Dominic Stricker Sho Shimabukuro Gabriel Diallo George Loffhagen           |
| 12 giugno | Bratislava Open Bratislava, Slovacchia Challenger 100 – Terra rossa 32S/24Q/16D – 118 000€ Singolare – Doppio                    | Vitaliy Sachko 2–6, 6–2, 7–6(2)                       | Dimitar Kuzmanov                      | Alex Molčan Tomas Barrios Vera               | Tomáš Macháč Jérôme Kym Federico Coria Jakub Menšík                        |
| 12 giugno | Bratislava Open Bratislava, Slovacchia Challenger 100 – Terra rossa 32S/24Q/16D – 118 000€ Singolare – Doppio                    | Ariel Behar Adam Pavlásek 6–4, 6–4                    | Neil Oberleitner Tim Sandkaulen       | Alex Molčan Tomas Barrios Vera               | Tomáš Macháč Jérôme Kym Federico Coria Jakub Menšík                        |
| 12 giugno | Open de Lyon Challenger Lione, Francia Challenger 100 – Terra rossa 32S/24Q/16D – 118 000€ Singolare – Doppio                    | Felipe Meligeni Alves 6–4, 0–6, 7–6(7)                | Alexander Ritschard                   | Alejandro Moro Cañas Gabriel Debru           | Pablo Llamas Ruiz Mathias Bourgue Salvatore Caruso Benoît Paire            |
| 12 giugno | Open de Lyon Challenger Lione, Francia Challenger 100 – Terra rossa 32S/24Q/16D – 118 000€ Singolare – Doppio                    | Manuel Guinard Grégoire Jacq 6–4, 2–6, [10–7]         | Constantin Frantzen Hendrik Jebens    | Alejandro Moro Cañas Gabriel Debru           | Pablo Llamas Ruiz Mathias Bourgue Salvatore Caruso Benoît Paire            |
| 12 giugno | Caribbean Open Palmas del Mar, Porto Rico Challenger 75 – Cemento 32S/24Q/16D – 80 000$ Singolare – Doppio                       | Kei Nishikori 6–2, 7–5                                | Michael Zheng                         | Beibit Zhukayev Gustavo Heide                | Liam Draxl Alexis Galarneau Adam Walton Bernard Tomić                      |
| 12 giugno | Caribbean Open Palmas del Mar, Porto Rico Challenger 75 – Cemento 32S/24Q/16D – 80 000$ Singolare – Doppio                       | Evan King Reese Stalder 3–6, 7–5, [11–9]              | Toshihide Matsui Kaito Uesugi         | Beibit Zhukayev Gustavo Heide                | Liam Draxl Alexis Galarneau Adam Walton Bernard Tomić                      |
| 18 giugno | Ilkley Trophy Ilkley, Regno Unito Challenger 125 – Erba 32S/24Q/16D – 145 000€ Singolare – Doppio                                | Jason Kubler 6–4, 6–4                                 | Sebastian Ofner                       | Arthur Cazaux Zsombor Piros                  | Sho Shimabukuro Shang Juncheng Denis Kudla Charles Broom                   |
| 18 giugno | Ilkley Trophy Ilkley, Regno Unito Challenger 125 – Erba 32S/24Q/16D – 145 000€ Singolare – Doppio                                | Gonzalo Escobar Oleksandr Nedovjesov 2–6, 7–5, [11–9] | Robert Galloway John-Patrick Smith    | Arthur Cazaux Zsombor Piros                  | Sho Shimabukuro Shang Juncheng Denis Kudla Charles Broom                   |
| 18 giugno | Emilia-Romagna Tennis Cup Montechiarugolo, Italia Challenger 125 – Terra rossa 32S/24Q/16D – 145 000€ Singolare – Doppio         | Alexandre Müller 6–1, 6–4                             | Francesco Maestrelli                  | Giulio Zeppieri Stefano Travaglia            | Albert Ramos Viñolas Andrea Collarini Alessandro Giannessi Thiago Monteiro |
| 18 giugno | Emilia-Romagna Tennis Cup Montechiarugolo, Italia Challenger 125 – Terra rossa 32S/24Q/16D – 145 000€ Singolare – Doppio         | Jonathan Eysseric Miguel Ángel Reyes Varela 6–2, 6–3  | Luca Margaroli Ramkumar Ramanathan    | Giulio Zeppieri Stefano Travaglia            | Albert Ramos Viñolas Andrea Collarini Alessandro Giannessi Thiago Monteiro |
| 18 giugno | Poznań Open Poznań, Polonia Challenger 100 – Terra rossa 32S/24Q/16D – 118 000€ Singolare – Doppio                               | Mariano Navone 7–5, 6–3                               | Tomás Barrios Vera                    | Zdeněk Kolář Timo Stodder                    | Ulises Blanch Facundo Díaz Acosta Daniel Michalski Manuel Guinard          |
| 18 giugno | Poznań Open Poznań, Polonia Challenger 100 – Terra rossa 32S/24Q/16D – 118 000€ Singolare – Doppio                               | Karol Drzewiecki Petr Nouza 7–6(2), 7–6(2)            | Ariel Behar Adam Pavlásek             | Zdeněk Kolář Timo Stodder                    | Ulises Blanch Facundo Díaz Acosta Daniel Michalski Manuel Guinard          |
| 18 giugno | Cali Open Cali, Colombia Challenger 75 – Terra rossa 32S/24Q/16D – 80 000$ Singolare – Doppio                                    | Federico Delbonis 6–4, 6(6)–7, 6–3                    | Guido Andreozzi                       | Santiago Fa Rodríguez Taverna Pedro Sakamoto | Alejandro Tabilo Gustavo Heide Gerald Melzer Pedro Boscardin Dias          |
| 18 giugno | Cali Open Cali, Colombia Challenger 75 – Terra rossa 32S/24Q/16D – 80 000$ Singolare – Doppio                                    | Guido Andreozzi Cristian Rodríguez 6–3, 6–4           | Orlando Luz Oleg Prihodko             | Santiago Fa Rodríguez Taverna Pedro Sakamoto | Alejandro Tabilo Gustavo Heide Gerald Melzer Pedro Boscardin Dias          |
| 18 giugno | Internationaux de Tennis de Blois Blois, Francia Challenger 75 – Terra rossa 32S/24Q/16D – 73 000€ Singolare – Doppio            | Quentin Halys 4–6, 6–2, 2–0 rit.                      | Kyrian Jacquet                        | Benjamin Hassan Nikolas Sanchez Izquierdo    | Renzo Olivo Harold Mayot Ugo Blanchet Kenny de Schepper                    |
| 18 giugno | Internationaux de Tennis de Blois Blois, Francia Challenger 75 – Terra rossa 32S/24Q/16D – 73 000€ Singolare – Doppio            | Dan Added Grégoire Jacq 6–4, 6–4                      | Théo Arribagé Luca Sanchez            | Benjamin Hassan Nikolas Sanchez Izquierdo    | Renzo Olivo Harold Mayot Ugo Blanchet Kenny de Schepper                    |
| 26 giugno | Modena Challenger Modena, Italia Challenger 75 – Terra rossa 32S/24Q/16D – 73 000€ Singolare – Doppio                            | Emilio Nava 6(5)–7, 7–6(6), 6–4                       | Titouan Droguet                       | Nerman Fatić Moez Echargui                   | Federico Coria Maks Kaśnikowski Gianmarco Ferrari Térence Atmane           |
| 26 giugno | Modena Challenger Modena, Italia Challenger 75 – Terra rossa 32S/24Q/16D – 73 000€ Singolare – Doppio                            | William Blumberg Luis David Martínez 6–4, 6–4         | Roman Jebavý Vladyslav Manafov        | Nerman Fatić Moez Echargui                   | Federico Coria Maks Kaśnikowski Gianmarco Ferrari Térence Atmane           |
| 26 giugno | Open Rionegro Rionegro, Colombia Challenger 50 – Terra rossa 32S/24Q/16D – 40 000$ Singolare – Doppio                            | Patrick Kypson 6–3, 6–3                               | Benjamin Lock                         | Andrià Soriano Barrera Eduardo Ribeiro       | Nicolás Mejía Nino Serdarušić Matías Soto Santiago Fa Rodríguez Taverna    |
| 26 giugno | Open Rionegro Rionegro, Colombia Challenger 50 – Terra rossa 32S/24Q/16D – 40 000$ Singolare – Doppio                            | Juan Sebastián Gómez Andrés Urrea 6–3, 7–6(10)        | Orlando Luz Oleg Prihodko             | Andrià Soriano Barrera Eduardo Ribeiro       | Nicolás Mejía Nino Serdarušić Matías Soto Santiago Fa Rodríguez Taverna    |

### Luglio
| Settimana | Torneo | Campione                                                 | Finalista                                   | Semifinalisti                               | Eliminati ai quarti                                                        |
| --------- | --- | -------------------------------------------------------- | ------------------------------------------- | ------------------------------------------- | -------------------------------------------------------------------------- |
| 3 luglio  | Cranbrook Tennis Classic Bloomfield Hills, Stati Uniti Challenger 75 – Cemento 32S/24Q/16D – 80 000$ Singolare – Doppio          | Steve Johnson 6–4, 6(7)–7, 7–6(4)                        | Michail Kukuškin                            | Tennys Sandgren Tristan Schoolkate          | Mukund Sasikumar Denis Kudla Omar Jasika Yasutaka Uchiyama                 |
| 3 luglio  | Cranbrook Tennis Classic Bloomfield Hills, Stati Uniti Challenger 75 – Cemento 32S/24Q/16D – 80 000$ Singolare – Doppio          | Tristan Schoolkate Adam Walton 7–5, 6–3                  | Blake Ellis Calum Puttergill                | Tennys Sandgren Tristan Schoolkate          | Mukund Sasikumar Denis Kudla Omar Jasika Yasutaka Uchiyama                 |
| 3 luglio  | Tennis Open Karlsruhe Karlsruhe, Germania Challenger 75 – Terra rossa 32S/24Q/16D – 73 000€ Singolare – Doppio                   | Alejandro Tabilo 2–6, 1–0 rit.                           | Giulio Zeppieri                             | Zsombor Piros Timofej Skatov                | Thiago Seyboth Wild Ivan Gakhov Hady Habib Leandro Riedi                   |
| 3 luglio  | Tennis Open Karlsruhe Karlsruhe, Germania Challenger 75 – Terra rossa 32S/24Q/16D – 73 000€ Singolare – Doppio                   | Neil Oberleitner Tim Sandkaulen 6–1, 6–1                 | Vít Kopřiva Michail Pervolarakis            | Zsombor Piros Timofej Skatov                | Thiago Seyboth Wild Ivan Gakhov Hady Habib Leandro Riedi                   |
| 3 luglio  | Aspria Tennis Cup Milano, Italia Challenger 75 – Terra rossa 32S/24Q/16D – 73 000€ Singolare – Doppio                            | Facundo Díaz Acosta 6–3, 6–3                             | Matteo Gigante                              | Flavio Cobolli Luciano Darderi              | Gauthier Onclin Thiago Agustín Tirante Luca Nardi Lautaro Midón            |
| 3 luglio  | Aspria Tennis Cup Milano, Italia Challenger 75 – Terra rossa 32S/24Q/16D – 73 000€ Singolare – Doppio                            | Jonathan Eysseric Denys Molčanov 6–2, 6–4                | Théo Arribagé Luca Sanchez                  | Flavio Cobolli Luciano Darderi              | Gauthier Onclin Thiago Agustín Tirante Luca Nardi Lautaro Midón            |
| 3 luglio  | Internationaux de Tennis de Troyes Troyes, Francia Challenger 50 – Terra rossa 32S/24Q/16D – 36 000€ Singolare – Doppio          | Manuel Guinard 6–4, 6–3                                  | Calvin Hemery                               | David Jordà Sanchis Duje Ajduković          | Lorenzo Giustino Giovanni Fonio Térence Atmane Viktor Durasovic            |
| 3 luglio  | Internationaux de Tennis de Troyes Troyes, Francia Challenger 50 – Terra rossa 32S/24Q/16D – 36 000€ Singolare – Doppio          | Manuel Guinard Grégoire Jacq walkover                    | Álvaro López San Martín Daniel Rincón       | David Jordà Sanchis Duje Ajduković          | Lorenzo Giustino Giovanni Fonio Térence Atmane Viktor Durasovic            |
| 3 luglio  | AAT Challenger Santa Fe Santa Fe, Argentina Challenger 50 – Terra rossa 32S/24Q/16D – 40 000$ Singolare – Doppio                 | Mariano Navone 6–2, 6–4                                  | Daniel Vallejo                              | Francisco Comesaña Román Andrés Burruchaga  | Tomás Farjat Álvaro Guillén Meza Pedro Boscardin Dias Ignacio Monzón       |
| 3 luglio  | AAT Challenger Santa Fe Santa Fe, Argentina Challenger 50 – Terra rossa 32S/24Q/16D – 40 000$ Singolare – Doppio                 | Vasil Kirkov Matías Soto 7–6(3), 6–2                     | Ignacio Carou Ignacio Monzón                | Francisco Comesaña Román Andrés Burruchaga  | Tomás Farjat Álvaro Guillén Meza Pedro Boscardin Dias Ignacio Monzón       |
| 10 luglio | Braunschweig Open Braunschweig, Germania Challenger 125 – Terra rossa 32S/24Q/16D – 145 000€ Singolare – Doppio                  | Franco Agamenone 7–5, 6–3                                | Pavel Kotov                                 | Benjamin Hassan Thiago Seyboth Wild         | Daniel Altmaier August Holmgren Jozef Kovalík Jan Choinski                 |
| 10 luglio | Braunschweig Open Braunschweig, Germania Challenger 125 – Terra rossa 32S/24Q/16D – 145 000€ Singolare – Doppio                  | Pierre-Hugues Herbert Arthur Reymond 7–6(7), 6–4         | Rithvik Choudary Bollipalli Arjun Kadhe     | Benjamin Hassan Thiago Seyboth Wild         | Daniel Altmaier August Holmgren Jozef Kovalík Jan Choinski                 |
| 10 luglio | Salzburg Open Salisburgo, Austria Challenger 125 – Terra rossa 32S/24Q/16D – 145 000€ Singolare – Doppio                         | Sebastian Ofner 6–3, 6–2                                 | Lukas Neumayer                              | Blaž Rola Juan Manuel Cerúndolo             | Filip Misolic Thiago Monteiro Nerman Fatić Elias Ymer                      |
| 10 luglio | Salzburg Open Salisburgo, Austria Challenger 125 – Terra rossa 32S/24Q/16D – 145 000€ Singolare – Doppio                         | Andrej Golubev Denys Molčanov 6–4, 7–6(8)                | Anirudh Chandrasekar Vijay Sundar Prashanth | Blaž Rola Juan Manuel Cerúndolo             | Filip Misolic Thiago Monteiro Nerman Fatić Elias Ymer                      |
| 10 luglio | Iași Open Iași, Romania Challenger 100 – Terra rossa 32S/24Q/16D – 118 000€ Singolare – Doppio                                   | Hugo Gaston 3–6, 6–0, 6–4                                | Bernabé Zapata Miralles                     | Cristian Garín Steven Diez                  | Jakub Menšík Riccardo Bonadio Vitaliy Sachko Kalin Ivanovski               |
| 10 luglio | Iași Open Iași, Romania Challenger 100 – Terra rossa 32S/24Q/16D – 118 000€ Singolare – Doppio                                   | Nicolás Barrientos Aisam-ul-Haq Qureshi 6–3, 6–3         | Gabi Adrian Boitan Bogdan Pavel             | Cristian Garín Steven Diez                  | Jakub Menšík Riccardo Bonadio Vitaliy Sachko Kalin Ivanovski               |
| 10 luglio | San Benedetto Tennis Cup San Benedetto del Tronto, Italia Challenger 100 – Terra rossa 32S/24Q/16D – 118 000€ Singolare – Doppio | Benoît Paire 4–6, 6–1, 6–1                               | Richard Gasquet                             | Daniel Rincón Alejandro Tabilo              | Flavio Cobolli Dimitar Kuzmanov Kimmer Coppejans Luciano Darderi           |
| 10 luglio | San Benedetto Tennis Cup San Benedetto del Tronto, Italia Challenger 100 – Terra rossa 32S/24Q/16D – 118 000€ Singolare – Doppio | Fernando Romboli Marcelo Zormann 6–3, 6–4                | Diego Hidalgo Cristian Rodríguez            | Daniel Rincón Alejandro Tabilo              | Flavio Cobolli Dimitar Kuzmanov Kimmer Coppejans Luciano Darderi           |
| 10 luglio | Chicago Men's Challenger Chicago, Stati Uniti Challenger 75 – Cemento 32S/24Q/16D – 80 000$ Singolare – Doppio                   | Alex Michelsen 7–5, 6–2                                  | Yuta Shimizu                                | Giovanni Mpetshi Perricard Shang Juncheng   | Jason Jung Mark Lajal Ethan Quinn Kei Nishikori                            |
| 10 luglio | Chicago Men's Challenger Chicago, Stati Uniti Challenger 75 – Cemento 32S/24Q/16D – 80 000$ Singolare – Doppio                   | Miķelis Lībietis Skander Mansouri 7–6(5), 6–3            | Chung Yun-seong Andrew Harris               | Giovanni Mpetshi Perricard Shang Juncheng   | Jason Jung Mark Lajal Ethan Quinn Kei Nishikori                            |
| 17 luglio | Championnats de Granby Granby, Canada Challenger 100 – Cemento 32S/24Q/16D – 130 000$ Singolare – Doppio                         | Alexis Galarneau 6–4, 3–6, 6–3                           | Philip Sekulic                              | James Trotter Wu Tung-lin                   | James McCabe Justin Boulais Maxime Janvier Tristan Schoolkate              |
| 17 luglio | Championnats de Granby Granby, Canada Challenger 100 – Cemento 32S/24Q/16D – 130 000$ Singolare – Doppio                         | Christian Harrison Miķelis Lībietis 6–4, 6–3             | Tristan Schoolkate Adam Walton              | James Trotter Wu Tung-lin                   | James McCabe Justin Boulais Maxime Janvier Tristan Schoolkate              |
| 17 luglio | Città di Trieste Challenger Trieste, Italia Challenger 100 – Terra rossa 32S/24Q/16D – 118 000€ Singolare – Doppio               | Hugo Gaston 6–3, 5–7, 6–2                                | Francesco Passaro                           | Fábián Marozsán Pedro Martínez              | Enrico Dalla Valle Guido Andreozzi Kyrian Jacquet Stefano Napolitano       |
| 17 luglio | Città di Trieste Challenger Trieste, Italia Challenger 100 – Terra rossa 32S/24Q/16D – 118 000€ Singolare – Doppio               | Matthew Christopher Romios Jason Taylor 4–6, 7–5, [10–6] | Marco Bortolotti Andrea Pellegrino          | Fábián Marozsán Pedro Martínez              | Enrico Dalla Valle Guido Andreozzi Kyrian Jacquet Stefano Napolitano       |
| 17 luglio | Dutch Open Amersfoort, Olanda Challenger 75 – Terra rossa 32S/24Q/16D – 73 000€ Singolare – Doppio                               | Maximilian Marterer 6–4, 6–2                             | Titouan Droguet                             | Mathys Erhard Rudolf Molleker               | Facundo Díaz Acosta Alec Deckers Gauthier Onclin Michael Geerts            |
| 17 luglio | Dutch Open Amersfoort, Olanda Challenger 75 – Terra rossa 32S/24Q/16D – 73 000€ Singolare – Doppio                               | Manuel Guinard Grégoire Jacq 6–4, 6–4                    | Mats Hermans Sander Jong                    | Mathys Erhard Rudolf Molleker               | Facundo Díaz Acosta Alec Deckers Gauthier Onclin Michael Geerts            |
| 17 luglio | Open de Tenis Ciudad de Pozoblanco Pozoblanco, Spagna Challenger 75 – Cemento 32S/24Q/16D – 73 000€ Singolare – Doppio           | Hugo Grenier 6(4)–7, 6–2, 7–6(3)                         | Juan Pablo Ficovich                         | Alejandro Moro Cañas Térence Atmane         | Antoine Escoffier Dan Added Edas Butvilas Daniel Cukierman                 |
| 17 luglio | Open de Tenis Ciudad de Pozoblanco Pozoblanco, Spagna Challenger 75 – Cemento 32S/24Q/16D – 73 000€ Singolare – Doppio           | Nam Ji-sung Song Min-kyu 2–6, 6–4, [10–8]                | Luke Johnson Benjamin Lock                  | Alejandro Moro Cañas Térence Atmane         | Antoine Escoffier Dan Added Edas Butvilas Daniel Cukierman                 |
| 17 luglio | Tampere Open Tampere, Finlandia Challenger 75 – Terra rossa 32S/24Q/16D – 73 000€ Singolare – Doppio                             | Sumit Nagal 6–4, 7–5                                     | Dalibor Svrčina                             | Henri Squire Daniel Rincón                  | Daniel Michalski Lukáš Klein Duje Ajduković Aziz Dougaz                    |
| 17 luglio | Tampere Open Tampere, Finlandia Challenger 75 – Terra rossa 32S/24Q/16D – 73 000€ Singolare – Doppio                             | Szymon Kielan Piotr Matuszewski 6–4, 7–6(7)              | Vladyslav Orlov Adam Taylor                 | Henri Squire Daniel Rincón                  | Daniel Michalski Lukáš Klein Duje Ajduković Aziz Dougaz                    |
| 24 luglio | Zug Open Zugo, Svizzera Challenger 125 – Terra rossa 32S/24Q/16D – 145 000€ Singolare – Doppio                                   | Arthur Rinderknech 3–6, 6–3, 6–4                         | Joris De Loore                              | Jurij Rodionov Fabio Fognini                | Adrian Andreev Zizou Bergs Jakub Menšík Matteo Gigante                     |
| 24 luglio | Zug Open Zugo, Svizzera Challenger 125 – Terra rossa 32S/24Q/16D – 145 000€ Singolare – Doppio                                   | Théo Arribagé Luca Sanchez 6–3, 7–5                      | Ergi Kırkın Dalibor Svrčina                 | Jurij Rodionov Fabio Fognini                | Adrian Andreev Zizou Bergs Jakub Menšík Matteo Gigante                     |
| 24 luglio | Open Castilla y León Segovia, Spagna Challenger 100 – Cemento 32S/24Q/16D – 118 000€ Singolare – Doppio                          | Pablo Llamas Ruiz 7–6(9), 7–6(5)                         | Antoine Escoffier                           | Térence Atmane Nicolas Moreno de Alboran    | Márton Fucsovics David Jordà Sanchis Fernando Verdasco Juan Pablo Ficovich |
| 24 luglio | Open Castilla y León Segovia, Spagna Challenger 100 – Cemento 32S/24Q/16D – 118 000€ Singolare – Doppio                          | Dan Added Pierre-Hugues Herbert 4–6, 6–3, [12–10]        | Francis Casey Alcantara Sun Fajing          | Térence Atmane Nicolas Moreno de Alboran    | Márton Fucsovics David Jordà Sanchis Fernando Verdasco Juan Pablo Ficovich |
| 24 luglio | Internazionali di Tennis Verona Verona, Italia Challenger 100 – Terra rossa 32S/24Q/16D – 118 000€ Singolare – Doppio            | Vít Kopřiva 1–6, 7–6(3), 6–2                             | Vitaliy Sachko                              | David Goffin Mathias Bourgue                | Stefano Napolitano Francisco Comesaña Francesco Passaro Luciano Darderi    |
| 24 luglio | Internazionali di Tennis Verona Verona, Italia Challenger 100 – Terra rossa 32S/24Q/16D – 118 000€ Singolare – Doppio            | Federico Gaio Andrea Pellegrino 7–6(6), 6–2              | Daniel Dutra da Silva Nick Hardt            | David Goffin Mathias Bourgue                | Stefano Napolitano Francisco Comesaña Francesco Passaro Luciano Darderi    |
| 24 luglio | Challenger Salinas Salinas, Ecuador Challenger 75 – Cemento 32S/24Q/16D – 80 000$ Singolare – Doppio                             | Illja Marčenko 6–4, 6–4                                  | Matija Pecotić                              | Altuğ Çelikbilek Giovanni Mpetshi Perricard | Omar Jasika Abedallah Shelbayh Beibit Zhukayev Rio Noguchi                 |
| 24 luglio | Challenger Salinas Salinas, Ecuador Challenger 75 – Cemento 32S/24Q/16D – 80 000$ Singolare – Doppio                             | Vasil Kirkov Alfredo Perez 7–5, 7–5                      | Ángel Díaz Jalil Álvaro Guillén Meza        | Altuğ Çelikbilek Giovanni Mpetshi Perricard | Omar Jasika Abedallah Shelbayh Beibit Zhukayev Rio Noguchi                 |
| 24 luglio | President's Cup Astana, Kazakistan Challenger 50 – Cemento 32S/24Q/16D – 40 000$ Singolare – Doppio                              | Denis Yevseyev 7–5, 2–6, 6–4                             | Khumoyun Sultanov                           | Evgenij Karlovskij Yankı Erel               | Michail Kukuškin Evgeny Philippov Alexander Zgirovsky Benjamin Lock        |
| 24 luglio | President's Cup Astana, Kazakistan Challenger 50 – Cemento 32S/24Q/16D – 40 000$ Singolare – Doppio                              | S D Prajwal Dev Niki Kaliyanda Poonacha 6–3, 7–6(4)      | Toshihide Matsui Kaito Uesugi               | Evgenij Karlovskij Yankı Erel               | Michail Kukuškin Evgeny Philippov Alexander Zgirovsky Benjamin Lock        |
| 31 luglio | Porto Open Porto, Portogallo Challenger 125 – Cemento 32S/24Q/16D – 145 000€ Singolare – Doppio                                  | Luca Nardi 5–7, 6–4, 6–1                                 | João Sousa                                  | Jules Marie Antoine Escoffier               | Denis Yevseyev Pierre-Hugues Herbert Adrian Andreev Steven Diez            |
| 31 luglio | Porto Open Porto, Portogallo Challenger 125 – Cemento 32S/24Q/16D – 145 000€ Singolare – Doppio                                  | Toshihide Matsui Kaito Uesugi 6(5)–7, 6–3, [10–5]        | Rithvik Choudary Bollipalli Arjun Kadhe     | Jules Marie Antoine Escoffier               | Denis Yevseyev Pierre-Hugues Herbert Adrian Andreev Steven Diez            |
| 31 luglio | San Marino Tennis Open San Marino, San Marino Challenger 125 – Terra rossa 32S/24Q/16D – 145 000€ Singolare – Doppio             | Jaume Munar 6–4, 6–1                                     | Andrea Pellegrino                           | Nerman Fatić Daniel Rincón                  | Alexander Weis David Goffin Fabio Fognini Federico Delbonis                |
| 31 luglio | San Marino Tennis Open San Marino, San Marino Challenger 125 – Terra rossa 32S/24Q/16D – 145 000€ Singolare – Doppio             | Ivan Liutarevich Vladyslav Manafov 6–4, 7–6(8)           | Théo Arribagé Luca Sanchez                  | Nerman Fatić Daniel Rincón                  | Alexander Weis David Goffin Fabio Fognini Federico Delbonis                |
| 31 luglio | Sauerland Open Lüdenscheid, Germania Challenger 100 – Terra rossa 32S/24Q/16D – 118 000€ Singolare – Doppio                      | Duje Ajduković 7–5, 6–4                                  | Hugo Dellien                                | Raul Brancaccio Benoît Paire                | Rudolf Molleker Camilo Ugo Carabelli Gauthier Onclin Pedro Martínez        |
| 31 luglio | Sauerland Open Lüdenscheid, Germania Challenger 100 – Terra rossa 32S/24Q/16D – 118 000€ Singolare – Doppio                      | Luca Margaroli Santiago Fa Rodríguez Taverna 7–6(4), 6–4 | Jakob Schnaitter Kai Wehnelt                | Raul Brancaccio Benoît Paire                | Rudolf Molleker Camilo Ugo Carabelli Gauthier Onclin Pedro Martínez        |
| 31 luglio | Lexington Challenger Lexington, Stati Uniti Challenger 75 – Cemento 32S/24Q/16D – 80 000$ Singolare – Doppio                     | Steve Johnson 7–6(5), 6–4                                | Arthur Cazaux                               | Cannon Kingsley Tennys Sandgren             | Aidan Mayo Wu Tung-lin Hong Seong-chan Ulises Blanch                       |
| 31 luglio | Lexington Challenger Lexington, Stati Uniti Challenger 75 – Cemento 32S/24Q/16D – 80 000$ Singolare – Doppio                     | Eliot Spizzirri Tyler Zink 4–6, 6–3, [10–8]              | George Goldhoff Vasil Kirkov                | Cannon Kingsley Tennys Sandgren             | Aidan Mayo Wu Tung-lin Hong Seong-chan Ulises Blanch                       |
| 31 luglio | Liberec Open Liberec, Repubblica Ceca Challenger 75 – Terra rossa 32S/24Q/16D – 73 000€ Singolare – Doppio                       | Francisco Comesaña 6–2, 6–4                              | Toby Kodat                                  | Gerard Campana Lee Ugo Blanchet             | Hernán Casanova Federico Agustín Gómez Dalibor Svrčina Dino Prižmić        |
| 31 luglio | Liberec Open Liberec, Repubblica Ceca Challenger 75 – Terra rossa 32S/24Q/16D – 73 000€ Singolare – Doppio                       | Petr Nouza Andrew Paulson 6–3, 6–4                       | Neil Oberleitner Tim Sandkaulen             | Gerard Campana Lee Ugo Blanchet             | Hernán Casanova Federico Agustín Gómez Dalibor Svrčina Dino Prižmić        |

### Agosto
| Settimana | Torneo | Campione                                              | Finalista                                         | Semifinalisti                       | Eliminati ai quarti                                                          |
| --------- | --- | ----------------------------------------------------- | ------------------------------------------------- | ----------------------------------- | ---------------------------------------------------------------------------- |
| 7 agosto  | Santo Domingo Open Santo Domingo, Repubblica Dominicana Challenger 125 – Terra rossa 32S/24Q/16D – 160 000$ Singolare – Doppio            | Genaro Alberto Olivieri 7–5, 2–6, 6–4                 | Marco Trungelliti                                 | Federico Coria Francisco Comesaña   | Bernard Tomić Murkel Dellien Felipe Meligeni Alves Alejandro Tabilo          |
| 7 agosto  | Santo Domingo Open Santo Domingo, Repubblica Dominicana Challenger 125 – Terra rossa 32S/24Q/16D – 160 000$ Singolare – Doppio            | Pedro Boscardin Dias Gustavo Heide 6–4, 7–5           | Diego Hidalgo Cristian Rodríguez                  | Federico Coria Francisco Comesaña   | Bernard Tomić Murkel Dellien Felipe Meligeni Alves Alejandro Tabilo          |
| 7 agosto  | Banja Luka Challenger Banja Luka, Bosnia ed Erzegovina Challenger 100 – Terra rossa 32S/24Q/16D – 118 000€ Singolare – Doppio             | Dino Prižmić 6–2, 6–3                                 | Kimmer Coppejans                                  | Fábián Marozsán Marko Topo          | Javier Barranco Cosano Damir Džumhur Norbert Gombos Toby Kodat               |
| 7 agosto  | Banja Luka Challenger Banja Luka, Bosnia ed Erzegovina Challenger 100 – Terra rossa 32S/24Q/16D – 118 000€ Singolare – Doppio             | Victor Vlad Cornea Philipp Oswald 3–6, 6–1, [15–13]   | Andrej Golubev Denys Molčanov                     | Fábián Marozsán Marko Topo          | Javier Barranco Cosano Damir Džumhur Norbert Gombos Toby Kodat               |
| 7 agosto  | Cary Challenger Cary, Stati Uniti Challenger 75 – Cemento 32S/24Q/16D – 80 000$ Singolare – Doppio                                        | Adam Walton 6–4, 3–6, 7–5                             | Nicolas Moreno de Alboran                         | Patrick Kypson Liam Broady          | Wu Tung-lin Ryan Peniston Lloyd Harris Rinky Hijikata                        |
| 7 agosto  | Cary Challenger Cary, Stati Uniti Challenger 75 – Cemento 32S/24Q/16D – 80 000$ Singolare – Doppio                                        | Evan King Reese Stalder 6–3, 7–6(4)                   | Miķelis Lībietis Adam Walton                      | Patrick Kypson Liam Broady          | Wu Tung-lin Ryan Peniston Lloyd Harris Rinky Hijikata                        |
| 7 agosto  | Meerbusch Challenger Meerbusch, Germania Challenger 75 – Terra rossa 32S/24Q/16D – 73 000€ Singolare – Doppio                             | Jan Choinski 6–4, 6–0                                 | Camilo Ugo Carabelli                              | Manuel Guinard Titouan Droguet      | Daniel Rincón Benjamin Hassan Max Hans Rehberg Dimitar Kuzmanov              |
| 7 agosto  | Meerbusch Challenger Meerbusch, Germania Challenger 75 – Terra rossa 32S/24Q/16D – 73 000€ Singolare – Doppio                             | Manuel Guinard Grégoire Jacq 7–5, 7–6(3)              | Fernando Romboli Marcelo Zormann                  | Manuel Guinard Titouan Droguet      | Daniel Rincón Benjamin Hassan Max Hans Rehberg Dimitar Kuzmanov              |
| 7 agosto  | Internazionali di Tennis del Friuli Venezia Giulia Cordenons, Italia Challenger 75 – Terra rossa 32S/24Q/16D – 73 000€ Singolare – Doppio | Matteo Gigante 6–0, 6–2                               | Lukas Neumayer                                    | Riccardo Bonadio Enrico Dalla Valle | Matteo Martineau Carlos Sánchez Jover Hernán Casanova Federico Agustín Gómez |
| 7 agosto  | Internazionali di Tennis del Friuli Venezia Giulia Cordenons, Italia Challenger 75 – Terra rossa 32S/24Q/16D – 73 000€ Singolare – Doppio | Giovanni Fonio Francesco Forti 5–7, 6–1, [10–7]       | Niki Kaliyanda Poonacha Adam Taylor               | Riccardo Bonadio Enrico Dalla Valle | Matteo Martineau Carlos Sánchez Jover Hernán Casanova Federico Agustín Gómez |
| 14 agosto | Golden Gate Open Stanford, Stati Uniti Challenger 125 – Cemento 32S/24Q/16D – 160 000$ Singolare – Doppio                                 | Constant Lestienne 7–6(4), 6–2                        | Emilio Nava                                       | Yosuke Watanuki Tristan Boyer       | Aleksandar Kovacevic Michael Mmoh Borna Gojo James Duckworth                 |
| 14 agosto | Golden Gate Open Stanford, Stati Uniti Challenger 125 – Cemento 32S/24Q/16D – 160 000$ Singolare – Doppio                                 | Diego Hidalgo Cristian Rodríguez 6(1)–7, 6–4, [10–8]  | Julian Cash Henry Patten                          | Yosuke Watanuki Tristan Boyer       | Aleksandar Kovacevic Michael Mmoh Borna Gojo James Duckworth                 |
| 14 agosto | Kozerki Open Grodzisk Mazowiecki, Polonia Challenger 100 – Cemento 32S/24Q/16D – 118 000€ Singolare – Doppio                              | Jesper de Jong 6–3, 6–3                               | Benjamin Hassan                                   | Denis Yevseyev Elias Ymer           | Maxime Janvier Marius Copil Maks Kaśnikowski Kacper Żuk                      |
| 14 agosto | Kozerki Open Grodzisk Mazowiecki, Polonia Challenger 100 – Cemento 32S/24Q/16D – 118 000€ Singolare – Doppio                              | Théo Arribagé Luca Sanchez 6–4, 6–4                   | Anirudh Chandrasekar Vijay Sundar Prashanth       | Denis Yevseyev Elias Ymer           | Maxime Janvier Marius Copil Maks Kaśnikowski Kacper Żuk                      |
| 14 agosto | Internazionali di Tennis Città di Todi Todi, Italia Challenger 75 – Terra rossa 32S/24Q/16D – 73 000€ Singolare – Doppio                  | Luciano Darderi 6–4, 6(5)–7, 6–1                      | Clément Tabur                                     | Giovanni Fonio Francesco Maestrelli | Moez Echargui Felix Gill Carlos Sánchez Jover Gabriel Debru                  |
| 14 agosto | Internazionali di Tennis Città di Todi Todi, Italia Challenger 75 – Terra rossa 32S/24Q/16D – 73 000€ Singolare – Doppio                  | Fernando Romboli Marcelo Zormann 6(13)–7, 6–4, [10–5] | Román Andrés Burruchaga Orlando Luz               | Giovanni Fonio Francesco Maestrelli | Moez Echargui Felix Gill Carlos Sánchez Jover Gabriel Debru                  |
| 14 agosto | Winnipeg Challenger Winnipeg, Canada Challenger 75 – Cemento 32S/24Q/16D – 80 000$ Singolare – Doppio                                     | Ryan Peniston 6–4, 4–6, 6–4                           | Leandro Riedi                                     | Arthur Cazaux Liam Broady           | Jack Draper Darian King Billy Harris Mattia Bellucci                         |
| 14 agosto | Winnipeg Challenger Winnipeg, Canada Challenger 75 – Cemento 32S/24Q/16D – 80 000$ Singolare – Doppio                                     | Gabriel Diallo Leandro Riedi 6–2, 6–3                 | Juan Carlos Aguilar Taha Baadi                    | Arthur Cazaux Liam Broady           | Jack Draper Darian King Billy Harris Mattia Bellucci                         |
| 21 agosto | Schwaben Open Augusta, Germania Challenger 50 – Terra rossa 32S/24Q/16D – 36 000€ Singolare – Doppio                                      | Carlos Taberner 6–4, 6–4                              | Oriol Roca Batalla                                | Nicolas Zanellato Timo Stodder      | Moez Echargui Nino Serdarušić Gianmarco Ferrari Benjamin Hassan              |
| 21 agosto | Schwaben Open Augusta, Germania Challenger 50 – Terra rossa 32S/24Q/16D – 36 000€ Singolare – Doppio                                      | Constantin Frantzen Hendrik Jebens 6–2, 6–2           | Constantin Bittoun Kouzmine Volodymyr Uzhylovskyi | Nicolas Zanellato Timo Stodder      | Moez Echargui Nino Serdarušić Gianmarco Ferrari Benjamin Hassan              |
| 21 agosto | Lima Challenger Lima, Perù Challenger 50 – Terra rossa 32S/24Q/16D – 40 000$ Singolare – Doppio                                           | Álvaro Guillén Meza 7–6(3), 6–1                       | Blaise Bicknell                                   | Murkel Dellien Renzo Olivo          | Ignacio Buse Gonzalo Lama Arklon Huertas del Pino Gonzalo Bueno              |
| 21 agosto | Lima Challenger Lima, Perù Challenger 50 – Terra rossa 32S/24Q/16D – 40 000$ Singolare – Doppio                                           | Gonzalo Bueno Daniel Vallejo 6–4, 6–2                 | Ignacio Buse Jorge Panta                          | Murkel Dellien Renzo Olivo          | Ignacio Buse Gonzalo Lama Arklon Huertas del Pino Gonzalo Bueno              |
| 21 agosto | Prague Open Challenger III Praga, Rep. Ceca Challenger 50 – Terra rossa 32S/24Q/16D – 36 000€ Singolare – Doppio                          | Rudolf Molleker 6–2, 6–2                              | Gabriel Debru                                     | João Sousa Valentin Vacherot        | Toby Kodat Luciano Darderi Federico Agustín Gómez Andrew Paulson             |
| 21 agosto | Prague Open Challenger III Praga, Rep. Ceca Challenger 50 – Terra rossa 32S/24Q/16D – 36 000€ Singolare – Doppio                          | Petr Nouza Andrew Paulson 7–5, 6–3                    | Filip Bergevi Mick Veldheer                       | João Sousa Valentin Vacherot        | Toby Kodat Luciano Darderi Federico Agustín Gómez Andrew Paulson             |
| 21 agosto | Zhuhai Open Zhuhai, Cina Challenger 50 – Cemento 32S/24Q/16D – 40 000$ Singolare – Doppio                                                 | Arthur Weber 6–3, 5–7, 6–3                            | Jason Jung                                        | Stefanos Sakellaridis Li Zhe        | Zhou Yi Aliaksandr Liaonenka Evgenij Karlovskij Robert Strombachs            |
| 21 agosto | Zhuhai Open Zhuhai, Cina Challenger 50 – Cemento 32S/24Q/16D – 40 000$ Singolare – Doppio                                                 | Luca Castelnuovo Filip Peliwo 7–5, 7–6(4)             | Li Hanwen Li Zhe                                  | Stefanos Sakellaridis Li Zhe        | Zhou Yi Aliaksandr Liaonenka Evgenij Karlovskij Robert Strombachs            |
| 28 agosto | International Challenger Zhangjiagang Zhangjiagang, Cina Challenger 75 – Cemento 32S/24Q/16D – 80 000$ Singolare – Doppio                 | Térence Atmane 6–1, 6–2                               | Mikalai Haliak                                    | James McCabe Ričardas Berankis      | Te Rigele Yusuke Takahashi Colin Sinclair Li Tu                              |
| 28 agosto | International Challenger Zhangjiagang Zhangjiagang, Cina Challenger 75 – Cemento 32S/24Q/16D – 80 000$ Singolare – Doppio                 | Ray Ho Matthew Romios 6–3, 6–4                        | Francis Casey Alcantara Sun Fajing                | James McCabe Ričardas Berankis      | Te Rigele Yusuke Takahashi Colin Sinclair Li Tu                              |
| 28 agosto | Rafa Nadal Open Manacor, Spagna Challenger 75 – Cemento 32S/24Q/16D – 73 000€ Singolare – Doppio                                          | Hamad Međedović 6–2, 4–6, 6–2                         | Harold Mayot                                      | Damir Džumhur Daniel Rincón         | Nick Hardt Mark Lajal Antoine Escoffier Mattia Bellucci                      |
| 28 agosto | Rafa Nadal Open Manacor, Spagna Challenger 75 – Cemento 32S/24Q/16D – 73 000€ Singolare – Doppio                                          | Daniel Cukierman Joshua Paris 6–4, 6–4                | Sriram Balaji Ramkumar Ramanathan                 | Damir Džumhur Daniel Rincón         | Nick Hardt Mark Lajal Antoine Escoffier Mattia Bellucci                      |
| 28 agosto | Città di Como Challenger Como, Italia Challenger 75 – Terra rossa 32S/24Q/16D – 73 000€ Singolare – Doppio                                | Thiago Seyboth Wild 5–7, 6–2, 6–3                     | Pedro Martínez                                    | Benoît Paire Stefano Napolitano     | Rudolf Molleker Dimitar Kuzmanov Luciano Darderi Sumit Nagal                 |
| 28 agosto | Città di Como Challenger Como, Italia Challenger 75 – Terra rossa 32S/24Q/16D – 73 000€ Singolare – Doppio                                | Constantin Frantzen Hendrik Jebens 6–3, 6–4           | Filip Bergevi Mick Veldheer                       | Benoît Paire Stefano Napolitano     | Rudolf Molleker Dimitar Kuzmanov Luciano Darderi Sumit Nagal                 |

### Settembre
| Settimana    | Torneo | Campione                                                  | Finalista                                 | Semifinalisti                           | Eliminati ai quarti                                                                   |
| ------------ | --- | --------------------------------------------------------- | ----------------------------------------- | --------------------------------------- | ------------------------------------------------------------------------------------- |
| 4 settembre  | Genoa Open Challenger Genova, Italia Challenger 125 – Terra rossa 32S/24Q/16D – 145 000€ Singolare – Doppio                 | Thiago Seyboth Wild 6–2, 7–6(3)                           | Fabio Fognini                             | Thiago Monteiro Andrea Vavassori        | Tseng Chun-hsin Zsombor Piros Stefano Napolitano Federico Coria                       |
| 4 settembre  | Genoa Open Challenger Genova, Italia Challenger 125 – Terra rossa 32S/24Q/16D – 145 000€ Singolare – Doppio                 | Giovanni Oradini Lorenzo Rottoli 6–4, 6–3                 | Ivan Sabanov Matej Sabanov                | Thiago Monteiro Andrea Vavassori        | Tseng Chun-hsin Zsombor Piros Stefano Napolitano Federico Coria                       |
| 4 settembre  | Copa Sevilla Siviglia, Spagna Challenger 125 – Terra rossa 32S/24Q/16D – 145 000€ Singolare – Doppio                        | Roberto Carballés Baena 6–3, 6–1                          | Calvin Hemery                             | Hugo Gaston Valentin Royer              | Elias Ymer Alessandro Giannessi Timofej Skatov Pablo Llamas Ruiz                      |
| 4 settembre  | Copa Sevilla Siviglia, Spagna Challenger 125 – Terra rossa 32S/24Q/16D – 145 000€ Singolare – Doppio                        | Alberto Barroso Campos Pedro Martínez 3–6, 7–6(5), [11–9] | Sriram Balaji Fernando Romboli            | Hugo Gaston Valentin Royer              | Elias Ymer Alessandro Giannessi Timofej Skatov Pablo Llamas Ruiz                      |
| 4 settembre  | Shanghai Challenger Shanghai, Cina Challenger 100 – Cemento 32S/24Q/16D – 130 000$ Singolare – Doppio                       | Christopher O'Connell 6–3, 7–5                            | Yosuke Watanuki                           | Li Tu Shang Juncheng                    | Bai Yan Antoine Bellier Lorenzo Giustino Lý Hoàng Nam                                 |
| 4 settembre  | Shanghai Challenger Shanghai, Cina Challenger 100 – Cemento 32S/24Q/16D – 130 000$ Singolare – Doppio                       | Alex Bolt Luke Saville 4–6, 6–3, [11–9]                   | Bu Yunchaokete Te Rigele                  | Li Tu Shang Juncheng                    | Bai Yan Antoine Bellier Lorenzo Giustino Lý Hoàng Nam                                 |
| 4 settembre  | NÖ Open Tulln an der Donau, Austria Challenger 100 – Terra rossa 32S/24Q/16D – 118 000€ Singolare – Doppio                  | Vít Kopřiva 6–2, 6–4                                      | Sumit Nagal                               | Flavio Cobolli Maximilian Marterer      | Albert Ramos Viñolas Henri Squire Santiago Fa Rodríguez Taverna Dimitar Kuzmanov      |
| 4 settembre  | NÖ Open Tulln an der Donau, Austria Challenger 100 – Terra rossa 32S/24Q/16D – 118 000€ Singolare – Doppio                  | Zdeněk Kolář Blaž Rola 6–4, 4–6, [10–6]                   | Piotr Matuszewski Kai Wehnelt             | Flavio Cobolli Maximilian Marterer      | Albert Ramos Viñolas Henri Squire Santiago Fa Rodríguez Taverna Dimitar Kuzmanov      |
| 4 settembre  | Istanbul Challenger Istanbul, Turchia Challenger 75 – Cemento 32S/24Q/16D – 80 000$ Singolare – Doppio                      | Damir Džumhur 7–6(5), 6–3                                 | Lukáš Klein                               | Nick Hardt Jesper de Jong               | Altuğ Çelikbilek Dino Prižmić Denis Yevseyev Giovanni Mpetshi Perricard               |
| 4 settembre  | Istanbul Challenger Istanbul, Turchia Challenger 75 – Cemento 32S/24Q/16D – 80 000$ Singolare – Doppio                      | Luke Johnson Skander Mansouri 7–6(3), 6–3                 | Sander Arends Aisam-ul-Haq Qureshi        | Nick Hardt Jesper de Jong               | Altuğ Çelikbilek Dino Prižmić Denis Yevseyev Giovanni Mpetshi Perricard               |
| 4 settembre  | Cassis Open Provence Cassis, Francia Challenger 75 – Cemento 32S/24Q/16D – 73 000€ Singolare – Doppio                       | Mattia Bellucci 6–3, 6–4                                  | Tomáš Macháč                              | Alexandre Müller Liam Broady            | Giulio Zeppieri Alejandro Moro Cañas Lucas Poullain Billy Harris                      |
| 4 settembre  | Cassis Open Provence Cassis, Francia Challenger 75 – Cemento 32S/24Q/16D – 73 000€ Singolare – Doppio                       | Dan Added Jonathan Eysseric 6–0, 4–6, [11–9]              | Liam Broady Antoine Hoang                 | Alexandre Müller Liam Broady            | Giulio Zeppieri Alejandro Moro Cañas Lucas Poullain Billy Harris                      |
| 11 settembre | Szczecin Open Stettino, Polonia Challenger 125 – Terra rossa 32S/24Q/16D – 145 000€ Singolare – Doppio                      | Federico Coria 6–1, 7–6(4)                                | Vít Kopřiva                               | Aleksandr Ševčenko Francesco Maestrelli | Flavio Cobolli Adrian Andreev Jaume Munar Pedro Cachíntomic                           |
| 11 settembre | Szczecin Open Stettino, Polonia Challenger 125 – Terra rossa 32S/24Q/16D – 145 000€ Singolare – Doppio                      | Andrew Paulson Vitaliy Sachko 6–1, 7–6(6)                 | Zdeněk Kolář Sergio Martos Gornés         | Aleksandr Ševčenko Francesco Maestrelli | Flavio Cobolli Adrian Andreev Jaume Munar Pedro Cachíntomic                           |
| 11 settembre | Open de Rennes Rennes, Francia Challenger 100 – Cemento (i) 32S/24Q/16D – 118 000€ Singolare – Doppio                       | Maxime Cressy 6–3, 2–0 rit.                               | Benjamin Bonzi                            | Matteo Martineau Grégoire Barrère       | Richard Gasquet Lucas Pouille Mattia Bellucci Radu Albot                              |
| 11 settembre | Open de Rennes Rennes, Francia Challenger 100 – Cemento (i) 32S/24Q/16D – 118 000€ Singolare – Doppio                       | Sander Arends David Pel 6–3, 6–2                          | Antoine Escoffier Niki Kaliyanda Poonacha | Matteo Martineau Grégoire Barrère       | Richard Gasquet Lucas Pouille Mattia Bellucci Radu Albot                              |
| 11 settembre | Cary Challenger Cary, Stati Uniti Challenger 75 – Cemento 32S/24Q/16D – 80 000$ Singolare – Doppio                          | Zachary Svajda 7–6(3), 4–6, 6–1                           | Rinky Hijikata                            | Patrick Kypson Alex Michelsen           | Pedro Vives Marcos Tennys Sandgren Toby Samuel Guido Andreozzi                        |
| 11 settembre | Cary Challenger Cary, Stati Uniti Challenger 75 – Cemento 32S/24Q/16D – 80 000$ Singolare – Doppio                          | Andrew Harris Rinky Hijikata 6–4, 3–6, [10–6]             | William Blumberg Luis David Martínez      | Patrick Kypson Alex Michelsen           | Pedro Vives Marcos Tennys Sandgren Toby Samuel Guido Andreozzi                        |
| 11 settembre | Santa Cruz Challenger Santa Cruz de la Sierra, Bolivia Challenger 75 – Terra rossa 32S/24Q/16D – 80 000$ Singolare – Doppio | Mariano Navone 4–6, 7–5, 6–1                              | Francisco Comesaña                        | Juan Manuel Cerúndolo Andrea Collarini  | Pedro Sakamoto Thiago Agustín Tirante Facundo Mena Genaro Alberto Olivieri            |
| 11 settembre | Santa Cruz Challenger Santa Cruz de la Sierra, Bolivia Challenger 75 – Terra rossa 32S/24Q/16D – 80 000$ Singolare – Doppio | Boris Arias Federico Zeballos 6–2, 4–6, [10–7]            | Matías Soto Gonzalo Villanueva            | Juan Manuel Cerúndolo Andrea Collarini  | Pedro Sakamoto Thiago Agustín Tirante Facundo Mena Genaro Alberto Olivieri            |
| 11 settembre | ATP Challenger Guangzhou Canton, Cina Challenger 75 – Cemento 32S/24Q/16D – 80 000$ Singolare – Doppio                      | Térence Atmane 4–6, 7–6(7), 6–4                           | Marc Polmans                              | Bu Yunchaokete Evgenij Donskoj          | Christopher O'Connell Dane Sweeny Omar Jasika Li Tu                                   |
| 11 settembre | ATP Challenger Guangzhou Canton, Cina Challenger 75 – Cemento 32S/24Q/16D – 80 000$ Singolare – Doppio                      | Antoine Bellier Luca Castelnuovo 6–3, 7–6(5)              | Ray Ho Matthew Romios                     | Bu Yunchaokete Evgenij Donskoj          | Christopher O'Connell Dane Sweeny Omar Jasika Li Tu                                   |
| 18 settembre | Bad Waltersdorf Open Bad Waltersdorf, Austria Challenger 125 – Terra rossa 32S/24Q/16D – 145 000€ Singolare – Doppio        | Andrea Pellegrino 1–6, 7–6(5), 6–3                        | Dennis Novak                              | Albert Ramos Viñolas Vít Kopřiva        | Jozef Kovalík Filip Misolic Jan Choinski Marvin Möller                                |
| 18 settembre | Bad Waltersdorf Open Bad Waltersdorf, Austria Challenger 125 – Terra rossa 32S/24Q/16D – 145 000€ Singolare – Doppio        | Constantin Frantzen Hendrik Jebens 6–1, 6–2               | Marco Bortolotti Francesco Passaro        | Albert Ramos Viñolas Vít Kopřiva        | Jozef Kovalík Filip Misolic Jan Choinski Marvin Möller                                |
| 18 settembre | Saint-Tropez Open Saint-Tropez, Francia Challenger 125 – Cemento 32S/24Q/16D – 145 000€ Singolare – Doppio                  | Constant Lestienne 4–6, 6–3, 6–4                          | Liam Broady                               | Radu Albot Michael Mmoh                 | Gijs Brouwer Arthur Cazaux Giulio Zeppieri Sebastian Ofner                            |
| 18 settembre | Saint-Tropez Open Saint-Tropez, Francia Challenger 125 – Cemento 32S/24Q/16D – 145 000€ Singolare – Doppio                  | Dan Added Albano Olivetti 3–6, 1–0 rit.                   | Jonathan Eysseric Harold Mayot            | Radu Albot Michael Mmoh                 | Gijs Brouwer Arthur Cazaux Giulio Zeppieri Sebastian Ofner                            |
| 18 settembre | Challenger Antofagasta Antofagasta, Cile Challenger 100 – Terra rossa 32S/24Q/16D – 130 000$ Singolare – Doppio             | Camilo Ugo Carabelli 3–6, 6–1, 7–5                        | Tristan Boyer                             | Román Andrés Burruchaga Luciano Darderi | Matheus Pucinelli de Almeida Francisco Comesaña João Lucas Reis da Silva Gonzalo Lama |
| 18 settembre | Challenger Antofagasta Antofagasta, Cile Challenger 100 – Terra rossa 32S/24Q/16D – 130 000$ Singolare – Doppio             | Boris Arias Federico Zeballos 5–7, 6–4, [10–8]            | Luciano Darderi Murkel Dellien            | Román Andrés Burruchaga Luciano Darderi | Matheus Pucinelli de Almeida Francisco Comesaña João Lucas Reis da Silva Gonzalo Lama |
| 18 settembre | Columbus Challenger Columbus, Stati Uniti Challenger 75 – Cemento (i) 32S/24Q/16D – 80 000$ Singolare – Doppio              | Denis Kudla 6–2, 6–1                                      | Alexis Galarneau                          | Cannon Kingsley Ryan Peniston           | Enzo Couacaud Christian Harrison Vasek Pospisil Tristan Schoolkate                    |
| 18 settembre | Columbus Challenger Columbus, Stati Uniti Challenger 75 – Cemento (i) 32S/24Q/16D – 80 000$ Singolare – Doppio              | Robert Cash James Trotter 6–4, 2–6, [10–7]                | Guido Andreozzi Hans Hach Verdugo         | Cannon Kingsley Ryan Peniston           | Enzo Couacaud Christian Harrison Vasek Pospisil Tristan Schoolkate                    |
| 18 settembre | Sibiu Open Sibiu, Romania Challenger 75 – Terra rossa 32S/24Q/16D – 73 000€ Singolare – Doppio                              | Nerman Fatić 6–2, 6–4                                     | Damir Džumhur                             | Zsombor Piros Flavio Cobolli            | Calvin Hemery Ivan Gakhov Stefano Travaglia Duje Ajduković                            |
| 18 settembre | Sibiu Open Sibiu, Romania Challenger 75 – Terra rossa 32S/24Q/16D – 73 000€ Singolare – Doppio                              | Andrew Paulson Michael Vrbenský 6–2, 6–2                  | Piotr Matuszewski Kai Wehnelt             | Zsombor Piros Flavio Cobolli            | Calvin Hemery Ivan Gakhov Stefano Travaglia Duje Ajduković                            |
| 25 settembre | Open Bogotá Bogotà, Colombia Challenger 125 – Terra rossa 32S/24Q/16D – 160 000$ Singolare – Doppio                         | Thiago Agustín Tirante walkover                           | Gustavo Heide                             | Tomás Barrios Vera David Jordà Sanchis  | Renzo Olivo Murkel Dellien Matheus Pucinelli de Almeida Alejandro Tabilo              |
| 25 settembre | Open Bogotá Bogotà, Colombia Challenger 125 – Terra rossa 32S/24Q/16D – 160 000$ Singolare – Doppio                         | Renzo Olivo Thiago Agustín Tirante 7–6(6), 6–4            | Guillermo Durán Orlando Luz               | Tomás Barrios Vera David Jordà Sanchis  | Renzo Olivo Murkel Dellien Matheus Pucinelli de Almeida Alejandro Tabilo              |
| 25 settembre | Open d'Orleans Orléans, Francia Challenger 125 – Cemento (i) 32S/24Q/16D – 145 000€ Singolare – Doppio                      | Tomáš Macháč 6–4, 4–6, 6–3                                | Jack Draper                               | Richard Gasquet Luca Van Assche         | Arthur Fery Benjamin Bonzi Gijs Brouwer David Goffin                                  |
| 25 settembre | Open d'Orleans Orléans, Francia Challenger 125 – Cemento (i) 32S/24Q/16D – 145 000€ Singolare – Doppio                      | Constantin Frantzen Hendrik Jebens 7–6(5), 7–6(12)        | Henry Patten John-Patrick Smith           | Richard Gasquet Luca Van Assche         | Arthur Fery Benjamin Bonzi Gijs Brouwer David Goffin                                  |
| 25 settembre | LTP Men's Open Charleston, Stati Uniti Challenger 75 – Cemento 32S/24Q/16D – 80 000$ Singolare – Doppio                     | Abedallah Shelbayh 6–2, 6(5)–7, 6–3                       | Oliver Crawford                           | Ernesto Escobedo Ryan Peniston          | Denis Kudla Stefan Dostanic Ethan Quinn Adam Walton                                   |
| 25 settembre | LTP Men's Open Charleston, Stati Uniti Challenger 75 – Cemento 32S/24Q/16D – 80 000$ Singolare – Doppio                     | Luke Johnson Skander Mansouri 6–4, 6–4                    | Nicholas Bybel Oliver Crawford            | Ernesto Escobedo Ryan Peniston          | Denis Kudla Stefan Dostanic Ethan Quinn Adam Walton                                   |
| 25 settembre | Braga Open Braga, Portogallo Challenger 75 – Terra rossa 32S/24Q/16D – 73 000€ Singolare – Doppio                           | Oriol Roca Batalla 4–6, 6–1, 6–1                          | Duje Ajduković                            | Máté Valkusz Benjamin Hassan            | Titouan Droguet Geoffrey Blancaneaux Pablo Llamas Ruiz Jaime Faria                    |
| 25 settembre | Braga Open Braga, Portogallo Challenger 75 – Terra rossa 32S/24Q/16D – 73 000€ Singolare – Doppio                           | Marco Bortolotti Alexandru Jecan 7–5, 7–5                 | Stefano Travaglia Alexander Weis          | Máté Valkusz Benjamin Hassan            | Titouan Droguet Geoffrey Blancaneaux Pablo Llamas Ruiz Jaime Faria                    |

### Ottobre
| Settimana  | Torneo | Campione                                                 | Finalista                                    | Semifinalisti                                 | Eliminati ai quarti                                                               |
| ---------- | --- | -------------------------------------------------------- | -------------------------------------------- | --------------------------------------------- | --------------------------------------------------------------------------------- |
| 2 ottobre  | Campeonato Internacional de Tênis de Campinas Campinas, Brasile Challenger 100 – Terra rossa 32S/24Q/16D – 130 000$ Singolare – Doppio  | Thiago Monteiro 3–6, 6–4, 6–4                            | Camilo Ugo Carabelli                         | Andrea Pellegrino Luciano Darderi             | Orlando Luz José Pereira Hugo Dellien Román Andrés Burruchaga                     |
| 2 ottobre  | Campeonato Internacional de Tênis de Campinas Campinas, Brasile Challenger 100 – Terra rossa 32S/24Q/16D – 130 000$ Singolare – Doppio  | Guido Andreozzi Guillermo Durán 7–6(4), 6–3              | Diego Hidalgo Cristian Rodríguez             | Andrea Pellegrino Luciano Darderi             | Orlando Luz José Pereira Hugo Dellien Román Andrés Burruchaga                     |
| 2 ottobre  | JC Ferrero Challenger Open Alicante, Spagna Challenger 100 – Cemento 32S/24Q/16D – 118 000€ Singolare – Doppio                          | Constant Lestienne 6(10)–7, 6–2, 6–4                     | Hugo Grenier                                 | Maximilian Marterer Dennis Novak              | Martín Landaluce Martin Damm Jr. Billy Harris Elias Ymer                          |
| 2 ottobre  | JC Ferrero Challenger Open Alicante, Spagna Challenger 100 – Cemento 32S/24Q/16D – 118 000€ Singolare – Doppio                          | Niki Kaliyanda Poonacha Divij Sharan 6–4, 3–6, [10–7]    | Jeevan Nedunchezhiyan John-Patrick Smith     | Maximilian Marterer Dennis Novak              | Martín Landaluce Martin Damm Jr. Billy Harris Elias Ymer                          |
| 2 ottobre  | Internationaux de Tennis de Vendée Mouilleron-le-Captif, Francia Challenger 100 – Cemento (i) 32S/24Q/16D – 118 000€ Singolare – Doppio | Tomáš Macháč 6–3, 6–4                                    | Arthur Fery                                  | Antoine Escoffier Lucas Poullain              | Hugo Gaston Giulio Zeppieri Luca Nardi Jack Draper                                |
| 2 ottobre  | Internationaux de Tennis de Vendée Mouilleron-le-Captif, Francia Challenger 100 – Cemento (i) 32S/24Q/16D – 118 000€ Singolare – Doppio | Julian Cash Robert Galloway 6–4, 5–7, [12–10]            | Maxime Cressy Otto Virtanen                  | Antoine Escoffier Lucas Poullain              | Hugo Gaston Giulio Zeppieri Luca Nardi Jack Draper                                |
| 2 ottobre  | Tiburon Challenger Tiburon, Stati Uniti Challenger 75 – Cemento 32S/24Q/16D – 80 000$ Singolare – Doppio                                | Zachary Svajda 6–2, 6–2                                  | Adam Walton                                  | Tristan Schoolkate Alexis Galarneau           | Thai-Son Kwiatkowski Bernard Tomić Nishesh Basavareddy Alexander Ritschard        |
| 2 ottobre  | Tiburon Challenger Tiburon, Stati Uniti Challenger 75 – Cemento 32S/24Q/16D – 80 000$ Singolare – Doppio                                | Luke Johnson Skander Mansouri 6–2, 6–3                   | William Blumberg Luis David Martínez         | Tristan Schoolkate Alexis Galarneau           | Thai-Son Kwiatkowski Bernard Tomić Nishesh Basavareddy Alexander Ritschard        |
| 2 ottobre  | Lisboa Belém Open Lisbona, Portogallo Challenger 75 – Terra rossa 32S/24Q/16D – 73 000€ Singolare – Doppio                              | Flavio Cobolli 7–5, 7–5                                  | Benjamin Hassan                              | Albert Ramos Viñolas Franco Agamenone         | João Sousa Oriol Roca Batalla Riccardo Bonadio Calvin Hemery                      |
| 2 ottobre  | Lisboa Belém Open Lisbona, Portogallo Challenger 75 – Terra rossa 32S/24Q/16D – 73 000€ Singolare – Doppio                              | Karol Drzewiecki Zdeněk Kolář 6–2, 7–6(5)                | Jaime Faria Henrique Rocha                   | Albert Ramos Viñolas Franco Agamenone         | João Sousa Oriol Roca Batalla Riccardo Bonadio Calvin Hemery                      |
| 9 ottobre  | Málaga Open Malaga, Spagna Challenger 125 – Cemento 32S/24Q/16D – 145 000€ Singolare – Doppio                                           | Ugo Blanchet 6–4, 6–4                                    | Mattia Bellucci                              | Maxime Janvier Emilio Nava                    | Billy Harris Flavio Cobolli Alejandro Moro Cañas Andrea Vavassori                 |
| 9 ottobre  | Málaga Open Malaga, Spagna Challenger 125 – Cemento 32S/24Q/16D – 145 000€ Singolare – Doppio                                           | Julian Cash Robert Galloway 7–5, 6–2                     | Andrew Harris John-Patrick Smith             | Maxime Janvier Emilio Nava                    | Billy Harris Flavio Cobolli Alejandro Moro Cañas Andrea Vavassori                 |
| 9 ottobre  | Slovak Open Bratislava, Slovacchia Challenger 125 – Cemento (i) 32S/24Q/16D – 145 000€ Singolare – Doppio                               | Gabriel Diallo 6–0, 7–5                                  | Joris De Loore                               | Martin Damm Jr. Luca Nardi                    | Lukáš Klein Maxime Cressy Illja Marčenko Damir Džumhur                            |
| 9 ottobre  | Slovak Open Bratislava, Slovacchia Challenger 125 – Cemento (i) 32S/24Q/16D – 145 000€ Singolare – Doppio                               | Sriram Balaji Andre Begemann 6–3, 5–7, [10–8]            | Andrej Golubev Denys Molčanov                | Martin Damm Jr. Luca Nardi                    | Lukáš Klein Maxime Cressy Illja Marčenko Damir Džumhur                            |
| 9 ottobre  | Challenger de Buenos Aires Buenos Aires, Argentina Challenger 100 – Terra rossa 32S/24Q/16D – 130 000$ Singolare – Doppio               | Mariano Navone 2–6, 6–3, 6–4                             | Federico Coria                               | Facundo Díaz Acosta Luciano Darderi           | Jan Choinski Francisco Comesaña Franco Agamenone Juan Manuel Cerúndolo            |
| 9 ottobre  | Challenger de Buenos Aires Buenos Aires, Argentina Challenger 100 – Terra rossa 32S/24Q/16D – 130 000$ Singolare – Doppio               | Diego Hidalgo Cristian Rodríguez 6–3, 6–2                | Fernando Romboli Marcelo Zormann             | Facundo Díaz Acosta Luciano Darderi           | Jan Choinski Francisco Comesaña Franco Agamenone Juan Manuel Cerúndolo            |
| 9 ottobre  | Fairfield Challenger Fairfield, Stati Uniti Challenger 75 – Cemento 32S/24Q/16D – 80 000$ Singolare – Doppio                            | Zachary Svajda 6–4, 6–1                                  | Nishesh Basavareddy                          | Steve Johnson Alexander Ritschard             | Alex Michelsen Christian Harrison Brandon Holt Mitchell Krueger                   |
| 9 ottobre  | Fairfield Challenger Fairfield, Stati Uniti Challenger 75 – Cemento 32S/24Q/16D – 80 000$ Singolare – Doppio                            | Evan King Reese Stalder 7–5, 6–3                         | Vasil Kirkov Denis Kudla                     | Steve Johnson Alexander Ritschard             | Alex Michelsen Christian Harrison Brandon Holt Mitchell Krueger                   |
| 10 ottobre | Shenzhen Longhua Open Shenzhen, Cina Challenger 100 – Cemento 32S/24Q/16D – 130 000$ Singolare – Doppio                                 | Aleksandar Kovacevic 7–6(4), 7–6(5)                      | Nuno Borges                                  | Jahor Herasimaŭ Pedro Cachín                  | Beibit Zhukayev Hsu Yu-hsiou Denis Yevseyev Jason Jung                            |
| 10 ottobre | Shenzhen Longhua Open Shenzhen, Cina Challenger 100 – Cemento 32S/24Q/16D – 130 000$ Singolare – Doppio                                 | Alexander Erler Lucas Miedler 6–3, 6–4                   | Piotr Matuszewski Matthew Romios             | Jahor Herasimaŭ Pedro Cachín                  | Beibit Zhukayev Hsu Yu-hsiou Denis Yevseyev Jason Jung                            |
| 16 ottobre | Olbia Challenger Olbia, Italia Challenger 125 – Cemento 32S/24Q/16D – 145 000€ Singolare – Doppio                                       | Kyrian Jacquet 6–3, 6–4                                  | Flavio Cobolli                               | Joris De Loore Alex Molčan                    | Ugo Blanchet Francesco Forti Mattia Bellucci Constant Lestienne                   |
| 16 ottobre | Olbia Challenger Olbia, Italia Challenger 125 – Cemento 32S/24Q/16D – 145 000€ Singolare – Doppio                                       | Rithvik Choudary Bollipalli Arjun Kadhe 6–1, 6–3         | Ivan Sabanov Matej Sabanov                   | Joris De Loore Alex Molčan                    | Ugo Blanchet Francesco Forti Mattia Bellucci Constant Lestienne                   |
| 16 ottobre | AAT Challenger Santa Fe Santa Fe, Argentina Challenger 75 – Terra rossa 32S/24Q/16D – 80 000$ Singolare – Doppio                        | Mariano Navone 3–6, 6–2, 6–3                             | Andrea Pellegrino                            | Vít Kopřiva Thiago Monteiro                   | Federico Coria Federico Delbonis Tomás Barrios Vera Facundo Bagnis                |
| 16 ottobre | AAT Challenger Santa Fe Santa Fe, Argentina Challenger 75 – Terra rossa 32S/24Q/16D – 80 000$ Singolare – Doppio                        | Luca Margaroli Santiago Fa Rodríguez Taverna 7–6(2), 6–4 | Franco Agamenone Mariano Kestelboim          | Vít Kopřiva Thiago Monteiro                   | Federico Coria Federico Delbonis Tomás Barrios Vera Facundo Bagnis                |
| 16 ottobre | Shenzhen Luohu Challenger Shenzhen, Cina Challenger 75 – Cemento 32S/24Q/16D – 80 000$ Singolare – Doppio                               | James Duckworth 6–0, 6–1                                 | Coleman Wong                                 | Bu Yunchaokete Aleksandar Kovacevic           | Li Tu Bai Yan Huang Tsung-hao Lorenzo Giustino                                    |
| 16 ottobre | Shenzhen Luohu Challenger Shenzhen, Cina Challenger 75 – Cemento 32S/24Q/16D – 80 000$ Singolare – Doppio                               | Gao Xin Wang Aoran 6–4, 6–2                              | Mikalai Haliak Markos Kalovelonis            | Bu Yunchaokete Aleksandar Kovacevic           | Li Tu Bai Yan Huang Tsung-hao Lorenzo Giustino                                    |
| 16 ottobre | Hamburg Challenger Amburgo, Germania Challenger 50 – Cemento (i) 32S/24Q/16D – 36 000€ Singolare – Doppio                               | Illja Marčenko 6–2, 6–3                                  | Dennis Novak                                 | Tristan Lamasine Billy Harris                 | Javier Barranco Cosano Akira Santillan Máté Valkusz Adam Walton                   |
| 16 ottobre | Hamburg Challenger Amburgo, Germania Challenger 50 – Cemento (i) 32S/24Q/16D – 36 000€ Singolare – Doppio                               | Dennis Novak Akira Santillan 6–4, 3–6, [10–3]            | Alexandru Jecan Mick Veldheer                | Tristan Lamasine Billy Harris                 | Javier Barranco Cosano Akira Santillan Máté Valkusz Adam Walton                   |
| 23 ottobre | Brest Challenger Brest, Francia Challenger 100 – Cemento (i) 32S/24Q/16D – 118 000€ Singolare – Doppio                                  | Pedro Martínez 7–6(6), 7–6(1)                            | Benjamin Bonzi                               | Hugo Gaston Constant Lestienne                | Arthur Cazaux Arthur Fery Zsombor Piros Titouan Droguet                           |
| 23 ottobre | Brest Challenger Brest, Francia Challenger 100 – Cemento (i) 32S/24Q/16D – 118 000€ Singolare – Doppio                                  | Yuki Bhambri Julian Cash 6(5)–7, 6–3, [10–5]             | Robert Galloway Albano Olivetti              | Hugo Gaston Constant Lestienne                | Arthur Cazaux Arthur Fery Zsombor Piros Titouan Droguet                           |
| 23 ottobre | City of Playford Tennis International Città di Playford, Australia Challenger 75 – Cemento 32S/24Q/16D – 80 000$ Singolare – Doppio     | James Duckworth 7–5, 7–5                                 | Coleman Wong                                 | Tarō Daniel Rinky Hijikata                    | Tristan Schoolkate Yuta Shimizu Hiroki Moriya Hong Seong-chan                     |
| 23 ottobre | City of Playford Tennis International Città di Playford, Australia Challenger 75 – Cemento 32S/24Q/16D – 80 000$ Singolare – Doppio     | Ryan Seggerman Patrik Trhac 6–3, 7–6(3)                  | Blake Ellis Tristan Schoolkate               | Tarō Daniel Rinky Hijikata                    | Tristan Schoolkate Yuta Shimizu Hiroki Moriya Hong Seong-chan                     |
| 23 ottobre | Curitiba Challenger Curitiba, Brasile Challenger 75 – Terra rossa 32S/24Q/16D – 80 000$ Singolare – Doppio                              | Hugo Dellien 7–6(6), 4–6, 7–6(1)                         | Oliver Crawford                              | Guido Andreozzi Luciano Darderi               | Santiago Fa Rodríguez Taverna Román Andrés Burruchaga Orlando Luz Dalibor Svrčina |
| 23 ottobre | Curitiba Challenger Curitiba, Brasile Challenger 75 – Terra rossa 32S/24Q/16D – 80 000$ Singolare – Doppio                              | Guido Andreozzi Ignacio Carou 6–4, 6–4                   | Diego Hidalgo Cristian Rodríguez             | Guido Andreozzi Luciano Darderi               | Santiago Fa Rodríguez Taverna Román Andrés Burruchaga Orlando Luz Dalibor Svrčina |
| 23 ottobre | Internazionali Tennis Val Gardena Südtirol Ortisei, Italia Challenger 50 – Cemento (i) 32S/24Q/16D – 36 000€ Singolare – Doppio         | Lukáš Klein 6(4)–7, 7–6(4), 7–6(6)                       | Maks Kaśnikowski                             | Billy Harris Federico Gaio                    | Enrico Dalla Valle Daniil Glinka Luca Giacomini Mathias Bourgue                   |
| 23 ottobre | Internazionali Tennis Val Gardena Südtirol Ortisei, Italia Challenger 50 – Cemento (i) 32S/24Q/16D – 36 000€ Singolare – Doppio         | Andrew Paulson Patrik Rikl 4–6, 7–6(7), [11–9]           | Maximilian Neuchrist Jakub Paul              | Billy Harris Federico Gaio                    | Enrico Dalla Valle Daniil Glinka Luca Giacomini Mathias Bourgue                   |
| 30 ottobre | Challenger Ciudad de Guayaquil Guayaquil, Ecuador Challenger 75 – Terra rossa 32S/24Q/16D – 80 000$ Singolare – Doppio                  | Alejandro Tabilo 6–2, 6–2                                | Daniel Elahi Galán                           | Román Andrés Burruchaga Felipe Meligeni Alves | Federico Coria Camilo Ugo Carabelli Facundo Díaz Acosta Hugo Dellien              |
| 30 ottobre | Challenger Ciudad de Guayaquil Guayaquil, Ecuador Challenger 75 – Terra rossa 32S/24Q/16D – 80 000$ Singolare – Doppio                  | Arklon Huertas del Pino Conner Huertas del Pino 6–3, 6–1 | Luca Margaroli Santiago Fa Rodríguez Taverna | Román Andrés Burruchaga Felipe Meligeni Alves | Federico Coria Camilo Ugo Carabelli Facundo Díaz Acosta Hugo Dellien              |
| 30 ottobre | Charlottesville Men's Pro Challenger Charlottesville, Stati Uniti Challenger 75 – Cemento (i) 32S/24Q/16D – 80 000$ Singolare – Doppio  | Beibit Zhukayev 6–3, 6–4                                 | Aidan Mayo                                   | Ethan Quinn Patrick Kypson                    | Alexander Ritschard Benoît Paire Nino Serdarušić Brandon Holt                     |
| 30 ottobre | Charlottesville Men's Pro Challenger Charlottesville, Stati Uniti Challenger 75 – Cemento (i) 32S/24Q/16D – 80 000$ Singolare – Doppio  | John-Patrick Smith Sem Verbeek 3–6, 6–3, [10–5]          | Denis Kudla Thai-Son Kwiatkowski             | Ethan Quinn Patrick Kypson                    | Alexander Ritschard Benoît Paire Nino Serdarušić Brandon Holt                     |
| 30 ottobre | NSW Open Sydney, Australia Challenger 75 – Cemento 32S/24Q/16D – 80 000$ Singolare – Doppio                                             | Tarō Daniel 6–2, 6–4                                     | Marc Polmans                                 | Thanasi Kokkinakis Rinky Hijikata             | Rio Noguchi Blake Mott Shintaro Mochizuki Nam Ji-sung                             |
| 30 ottobre | NSW Open Sydney, Australia Challenger 75 – Cemento 32S/24Q/16D – 80 000$ Singolare – Doppio                                             | Ryan Seggerman Patrik Trhac 6–4, 6–4                     | Ruben Gonzales Nam Ji-sung                   | Thanasi Kokkinakis Rinky Hijikata             | Rio Noguchi Blake Mott Shintaro Mochizuki Nam Ji-sung                             |
| 30 ottobre | Internazionali di Tennis di Bergamo Bergamo, Italia Challenger 75 – Cemento (i) 32S/24Q/16D – 73 000€ Singolare – Doppio                | Jack Draper 1–6, 7–6(3), 6–3                             | David Goffin                                 | Brandon Nakashima Mark Lajal                  | Billy Harris Fabio Fognini Alex Molčan Pierre-Hugues Herbert                      |
| 30 ottobre | Internazionali di Tennis di Bergamo Bergamo, Italia Challenger 75 – Cemento (i) 32S/24Q/16D – 73 000€ Singolare – Doppio                | Evan King Brandon Nakashima 6–4, 7–6(1)                  | Francisco Cabral Henry Patten                | Brandon Nakashima Mark Lajal                  | Billy Harris Fabio Fognini Alex Molčan Pierre-Hugues Herbert                      |
| 30 ottobre | Ismaning Challenger Ismaning, Germania Challenger 75 – Sintetico (i) 32S/24Q/16D – 73 000€ Singolare – Doppio                           | Antoine Bellier 7–6(5), 6(5)–7, 7–6(6)                   | Maximilian Marterer                          | Rudolf Molleker Lukáš Klein                   | Alibek Kachmazov Marc-Andrea Hüsler Max Hans Rehberg Andrew Paulson               |
| 30 ottobre | Ismaning Challenger Ismaning, Germania Challenger 75 – Sintetico (i) 32S/24Q/16D – 73 000€ Singolare – Doppio                           | Sriram Balaji Andre Begemann 7–6(4), 6–4                 | Constantin Frantzen Hendrik Jebens           | Rudolf Molleker Lukáš Klein                   | Alibek Kachmazov Marc-Andrea Hüsler Max Hans Rehberg Andrew Paulson               |

### Novembre
| Settimana   | Torneo | Campione                                               | Finalista                                    | Semifinalisti                                     | Eliminati ai quarti                                                            |
| ----------- | --- | ------------------------------------------------------ | -------------------------------------------- | ------------------------------------------------- | ------------------------------------------------------------------------------ |
| 6 novembre  | Tali Open Helsinki, Finlandia Challenger 125 – Cemento (i) 32S/24Q/16D – 145 000€ Singolare – Doppio                                | Corentin Moutet 6–3, 3–6, 6–2                          | Sumit Nagal                                  | Arthur Rinderknech Stefano Travaglia              | Jaume Munar Alexandre Müller Radu Albot Emil Ruusuvuori                        |
| 6 novembre  | Tali Open Helsinki, Finlandia Challenger 125 – Cemento (i) 32S/24Q/16D – 145 000€ Singolare – Doppio                                | Sriram Balaji Andre Begemann 6–2, 7–5                  | Jeevan Nedunchezhiyan Vijay Sundar Prashanth | Arthur Rinderknech Stefano Travaglia              | Jaume Munar Alexandre Müller Radu Albot Emil Ruusuvuori                        |
| 6 novembre  | Calgary Challenger Calgary, Canada Challenger 75 – Cemento (i) 32S/24Q/16D – 80 000$ Singolare – Doppio                             | Liam Draxl 6–4, 6–3                                    | Dominik Koepfer                              | Gabriel Diallo Andres Martin                      | Zizou Bergs Aziz Dougaz Enzo Wallart Iñaki Montes de la Torre                  |
| 6 novembre  | Calgary Challenger Calgary, Canada Challenger 75 – Cemento (i) 32S/24Q/16D – 80 000$ Singolare – Doppio                             | Juan Carlos Aguilar Justin Boulais 6–3, 6–2            | Charles Broom Ben Jones                      | Gabriel Diallo Andres Martin                      | Zizou Bergs Aziz Dougaz Enzo Wallart Iñaki Montes de la Torre                  |
| 6 novembre  | Knoxville Challenger Knoxville, Stati Uniti Challenger 75 – Cemento (i) 32S/24Q/16D – 80 000$ Singolare – Doppio                    | Alex Michelsen 7–5, 4–6, 6–2                           | Denis Kudla                                  | Emilio Nava Tennys Sandgren                       | Aidan McHugh Zachary Svajda Nishesh Basavareddy Alexander Ritschard            |
| 6 novembre  | Knoxville Challenger Knoxville, Stati Uniti Challenger 75 – Cemento (i) 32S/24Q/16D – 80 000$ Singolare – Doppio                    | Cannon Kingsley Luis David Martínez 7–6(3), 6–3        | Mac Kiger Mitchell Krueger                   | Emilio Nava Tennys Sandgren                       | Aidan McHugh Zachary Svajda Nishesh Basavareddy Alexander Ritschard            |
| 6 novembre  | Lima Challenger Lima, Perù Challenger 75 – Terra rossa 32S/24Q/16D – 80 000$ Singolare – Doppio                                     | Luciano Darderi 4–6, 6–3, 7–5                          | Mariano Navone                               | Alejandro Tabilo Francisco Comesaña               | Juan Pablo Varillas Román Andrés Burruchaga Daniel Elahi Galán Guido Andreozzi |
| 6 novembre  | Lima Challenger Lima, Perù Challenger 75 – Terra rossa 32S/24Q/16D – 80 000$ Singolare – Doppio                                     | Mateus Alves Eduardo Ribeiro 3–6, 7–5, [10–8]          | Nicolás Barrientos Orlando Luz               | Alejandro Tabilo Francisco Comesaña               | Juan Pablo Varillas Román Andrés Burruchaga Daniel Elahi Galán Guido Andreozzi |
| 6 novembre  | Ehime International Open Matsuyama, Giappone Challenger 75 – Cemento 32S/24Q/16D – 80 000$ Singolare – Doppio                       | Luca Nardi 3–6, 6–4, 6–2                               | Tarō Daniel                                  | August Holmgren Geoffrey Blancaneaux              | Hsu Yu-hsiou Duje Ajduković Bu Yunchaokete Benjamin Hassan                     |
| 6 novembre  | Ehime International Open Matsuyama, Giappone Challenger 75 – Cemento 32S/24Q/16D – 80 000$ Singolare – Doppio                       | Karol Drzewiecki Zdeněk Kolář 6–3, 6–2                 | Toshihide Matsui Kaito Uesugi                | August Holmgren Geoffrey Blancaneaux              | Hsu Yu-hsiou Duje Ajduković Bu Yunchaokete Benjamin Hassan                     |
| 13 novembre | Uruguay Open Montevideo, Uruguay Challenger 100 – Terra rossa 32S/24Q/16D – 130 000$ Singolare – Doppio                             | Facundo Díaz Acosta 6–3, 4–3 rit.                      | Thiago Monteiro                              | Gustavo Heide Hugo Dellien                        | Facundo Bagnis Román Andrés Burruchaga Tomás Barrios Vera Camilo Ugo Carabelli |
| 13 novembre | Uruguay Open Montevideo, Uruguay Challenger 100 – Terra rossa 32S/24Q/16D – 130 000$ Singolare – Doppio                             | Guido Andreozzi Guillermo Durán 2–6, 7–6(2), [10–8]    | Boris Arias Federico Zeballos                | Gustavo Heide Hugo Dellien                        | Facundo Bagnis Román Andrés Burruchaga Tomás Barrios Vera Camilo Ugo Carabelli |
| 13 novembre | Challenger de Drummondville Drummondville, Canada Challenger 75 – Cemento (i) 32S/24Q/16D – 80 000$ Singolare – Doppio              | Zizou Bergs 6–4, 7–5                                   | James Duckworth                              | Michael Vrbenský Li Tu                            | Dominik Koepfer Aziz Dougaz João Sousa Ryan Peniston                           |
| 13 novembre | Challenger de Drummondville Drummondville, Canada Challenger 75 – Cemento (i) 32S/24Q/16D – 80 000$ Singolare – Doppio              | André Göransson Toby Samuel 6(2)–7, 6–3, [10–8]        | Liam Draxl Giles Hussey                      | Michael Vrbenský Li Tu                            | Dominik Koepfer Aziz Dougaz João Sousa Ryan Peniston                           |
| 13 novembre | Kobe Challenger Miki, Giappone Challenger 75 – Cemento (i) 32S/24Q/16D – 80 000$ Singolare – Doppio                                 | Duje Ajduković 6–4, 6–2                                | Sho Shimabukuro                              | Wu Tung-lin Luca Nardi                            | Jurij Rodionov Jason Jung Marc Polmans Shintaro Mochizuki                      |
| 13 novembre | Kobe Challenger Miki, Giappone Challenger 75 – Cemento (i) 32S/24Q/16D – 80 000$ Singolare – Doppio                                 | Evan King Reese Stalder 7–6(3), 2–6, [10–7]            | Andrew Harris Nam Ji-sung                    | Wu Tung-lin Luca Nardi                            | Jurij Rodionov Jason Jung Marc Polmans Shintaro Mochizuki                      |
| 13 novembre | Champaign-Urbana Challenger Urbana, Stati Uniti Challenger 75 – Cemento (i) 32S/24Q/16D – 80 000$ Singolare – Doppio                | Patrick Kypson 6–4, 6–3                                | Alex Michelsen                               | Ethan Quinn Titouan Droguet                       | Aleksandar Kovacevic Nino Serdarušić Mitchell Krueger Martin Damm Jr.          |
| 13 novembre | Champaign-Urbana Challenger Urbana, Stati Uniti Challenger 75 – Cemento (i) 32S/24Q/16D – 80 000$ Singolare – Doppio                | John-Patrick Smith Sem Verbeek 6–2, 7–6(4)             | Lucas Horve Oliver Okonkwo                   | Ethan Quinn Titouan Droguet                       | Aleksandar Kovacevic Nino Serdarušić Mitchell Krueger Martin Damm Jr.          |
| 13 novembre | Good to Great Challenger Danderyd, Svezia Challenger 75 – Cemento (i) 32S/24Q/16D – 73 000€ Singolare – Doppio                      | Maximilian Marterer 2–6, 6–4, 6–3                      | Brandon Nakashima                            | Alexander Blockx Flavio Cobolli                   | Jakub Menšík David Goffin Radu Albot Maxime Cressy                             |
| 13 novembre | Good to Great Challenger Danderyd, Svezia Challenger 75 – Cemento (i) 32S/24Q/16D – 73 000€ Singolare – Doppio                      | Julian Cash Bart Stevens 6(7)–7, 6–4, [10–7]           | Jeevan Nedunchezhiyan Vijay Sundar Prashanth | Alexander Blockx Flavio Cobolli                   | Jakub Menšík David Goffin Radu Albot Maxime Cressy                             |
| 20 novembre | Aberto da República Brasilia, Brasile Challenger 100 – Cemento 32S/24Q/16D – 130 000$ Singolare – Doppio                            | Alejandro Tabilo 6–3, 7–6(6)                           | Román Andrés Burruchaga                      | Santiago Fa Rodríguez Taverna Juan Pablo Ficovich | Cristian Garín Tristan Boyer Bernard Tomić Thiago Agustín Tirante              |
| 20 novembre | Aberto da República Brasilia, Brasile Challenger 100 – Cemento 32S/24Q/16D – 130 000$ Singolare – Doppio                            | Nicolás Barrientos André Göransson 7–6(3), 4–6, [11–9] | Marcelo Demoliner Rafael Matos               | Santiago Fa Rodríguez Taverna Juan Pablo Ficovich | Cristian Garín Tristan Boyer Bernard Tomić Thiago Agustín Tirante              |
| 20 novembre | Copa Faulcombridge Open Ciudad de València Valencia, Spagna Challenger 100 – Terra rossa 32S/24Q/16D – 118 000€ Singolare – Doppio  | Fabio Fognini 3–6, 7–6(8), 7–6(3)                      | Roberto Bautista Agut                        | Denis Yevseyev Albert Ramos Viñolas               | Alejandro Moro Cañas Martín Landaluce Hugo Gaston Pierre-Hugues Herbert        |
| 20 novembre | Copa Faulcombridge Open Ciudad de València Valencia, Spagna Challenger 100 – Terra rossa 32S/24Q/16D – 118 000€ Singolare – Doppio  | Andrea Pellegrino Andrea Vavassori 6–2, 6–4            | Daniel Rincón Oriol Roca Batalla             | Denis Yevseyev Albert Ramos Viñolas               | Alejandro Moro Cañas Martín Landaluce Hugo Gaston Pierre-Hugues Herbert        |
| 20 novembre | Keio Challenger International Tennis Tournament Yokohama, Giappone Challenger 75 – Cemento 32S/24Q/16D – 80 000$ Singolare – Doppio | Yosuke Watanuki 7–6(5), 6–4                            | Yuta Shimizu                                 | Michael Mmoh Yasutaka Uchiyama                    | Giovanni Fonio Luca Nardi Coleman Wong Li Tu                                   |
| 20 novembre | Keio Challenger International Tennis Tournament Yokohama, Giappone Challenger 75 – Cemento 32S/24Q/16D – 80 000$ Singolare – Doppio | Filip Bergevi Mick Veldheer 2–6, 7–5, [11–9]           | Ray Ho Calum Puttergill                      | Michael Mmoh Yasutaka Uchiyama                    | Giovanni Fonio Luca Nardi Coleman Wong Li Tu                                   |
| 27 novembre | Maia Challenger Maia, Portogallo Challenger 100 – Terra rossa (i) 32S/24Q/16D – 118 000€ Singolare – Doppio                         | Nuno Borges 6–1, 6–4                                   | Benoît Paire                                 | Matteo Martineau Maxime Janvier                   | Andrea Vavassori Anton Matusevich Elias Ymer Albert Ramos Viñolas              |
| 27 novembre | Maia Challenger Maia, Portogallo Challenger 100 – Terra rossa (i) 32S/24Q/16D – 118 000€ Singolare – Doppio                         | Marco Bortolotti Andrea Vavassori 6–4, 3–6, [12–10]    | Fernando Romboli Szymon Walków               | Matteo Martineau Maxime Janvier                   | Andrea Vavassori Anton Matusevich Elias Ymer Albert Ramos Viñolas              |
| 27 novembre | Yokkaichi Challenger Yokkaichi, Giappone Challenger 100 – Cemento 32S/24Q/16D – 130 000$ Singolare – Doppio                         | Zizou Bergs 6–2, 7–6(2)                                | Michael Mmoh                                 | Marc Polmans Coleman Wong                         | Giovanni Fonio James Trotter Li Tu August Holmgren                             |
| 27 novembre | Yokkaichi Challenger Yokkaichi, Giappone Challenger 100 – Cemento 32S/24Q/16D – 130 000$ Singolare – Doppio                         | Evan King Reese Stalder 7–5, 6–4                       | Ray Ho Calum Puttergill                      | Marc Polmans Coleman Wong                         | Giovanni Fonio James Trotter Li Tu August Holmgren                             |
| 27 novembre | Maspalomas Challenger Maspalomas, Spagna Challenger 75 – Terra rossa 32S/24Q/16D – 73 000€ Singolare – Doppio                       | Pedro Martínez 6–4, 4–6, 6–3                           | Kilian Feldbausch                            | Filip Misolic Daniel Rincón                       | Svyatoslav Gulin Adrian Andreev Jonáš Forejtek Imanol López Morillo            |
| 27 novembre | Maspalomas Challenger Maspalomas, Spagna Challenger 75 – Terra rossa 32S/24Q/16D – 73 000€ Singolare – Doppio                       | Scott Duncan Marcus Willis 7–6(5), 6–4                 | Théo Arribagé Sadio Doumbia                  | Filip Misolic Daniel Rincón                       | Svyatoslav Gulin Adrian Andreev Jonáš Forejtek Imanol López Morillo            |
| 27 novembre | Challenger Temuco Temuco, Cile Challenger 75 – Cemento 32S/24Q/16D – 80 000$ Singolare – Doppio                                     | Aleksandar Kovacevic 4–6, 6–3, 6–3                     | Gilbert Klier Júnior                         | Tomás Barrios Vera Valentin Vacherot              | Blaise Bicknell Pedro Sakamoto Santiago Fa Rodríguez Taverna Alafia Ayeni      |
| 27 novembre | Challenger Temuco Temuco, Cile Challenger 75 – Cemento 32S/24Q/16D – 80 000$ Singolare – Doppio                                     | Mateus Alves Matías Soto 6–2, 7–5                      | Aleksandar Kovacevic Keegan Smith            | Tomás Barrios Vera Valentin Vacherot              | Blaise Bicknell Pedro Sakamoto Santiago Fa Rodríguez Taverna Alafia Ayeni      |

### Cancellazioni
I seguenti tornei sono stati formalmente annunciati dall'ATP prima di essere cancellati.
| Settimana  | Torneo                                                                              |
| ---------- | ----------------------------------------------------------------------------------- |
| 23 gennaio | Columbus Challenger I Columbus, Stati Uniti Challenger 75 – Cemento (i)             |
| 3 aprile   | Villeneuve-Loubet Challenger Villeneuve-Loubet, Francia Challenger 50 – Terra rossa |
| 15 maggio  | Zagreb Open Zagabria, Croazia Challenger 50 – Terra rossa                           |
| 28 agosto  | Internationaux de Tennis de Toulouse Tolosa, Francia Challenger 75 – Terra rossa    |

## Assegnazione dei punti
I punti per il ranking ATP sono stati assegnati come dalla seguente tabella:
- NB: aggiornato secondo il 2023 ATP Official Rulebook

| Categoria del torneo | Singolare | Singolare | Singolare | Singolare | Singolare | Singolare | Singolare | Singolare | Singolare | Doppio | Doppio | Doppio | Doppio | Doppio |
| Categoria del torneo | V         | F         | SF        | QF        | R16       | R32       | Q         | Q2        | Q1        | V      | F      | SF     | QF     | R16    |
| -------------------- | --------- | --------- | --------- | --------- | --------- | --------- | --------- | --------- | --------- | ------ | ------ | ------ | ------ | ------ |
| Challenger 175       | 175       | 100       | 60        | 32        | 15        | 0         | 6         | 3         | 0         | 175    | 100    | 60     | 32     | 0      |
| Challenger 125       | 125       | 75        | 45        | 25        | 11        | 0         | 5         | 2         | 0         | 125    | 75     | 45     | 25     | 0      |
| Challenger 110       | 110       | 65        | 40        | 22        | 10        | 0         | 5         | 2         | 0         | 110    | 65     | 40     | 22     | 0      |
| Challenger 100       | 100       | 60        | 36        | 20        | 9         | 0         | 5         | 2         | 0         | 100    | 60     | 36     | 20     | 0      |
| Challenger 90        | 90        | 55        | 33        | 18        | 8         | 0         | 5         | 2         | 0         | 90     | 55     | 33     | 20     | 0      |
| Challenger 80        | 80        | 50        | 30        | 16        | 7         | 0         | 4         | 2         | 0         | 80     | 50     | 30     | 16     | 0      |
| Challenger 75        | 75        | 50        | 30        | 16        | 7         | 0         | 4         | 2         | 0         | 75     | 50     | 30     | 16     | 0      |
| Challenger 50        | 50        | 30        | 17        | 9         | 4         | 0         | 2         | 1         | 0         | 50     | 30     | 17     | 9      | 0      |

## Statistiche
Aggiornate al 3 dicembre 2023.

### Titoli vinti per giocatore
| Titoli | Giocatore                     | Singolare | Doppio |
| ------ | ----------------------------- | --------- | ------ |
| 8      | Dan Added                     | 0         | 8      |
| 8      | Evan King                     | 0         | 8      |
| 7      | Hendrik Jebens                | 0         | 7      |
| 7      | Andrew Paulson                | 0         | 7      |
| 7      | Reese Stalder                 | 0         | 7      |
| 6      | Max Purcell                   | 3         | 3      |
| 6      | Manuel Guinard                | 1         | 5      |
| 6      | Guido Andreozzi               | 0         | 6      |
| 6      | Victor Vlad Cornea            | 0         | 6      |
| 6      | Constantin Frantzen           | 0         | 6      |
| 6      | Petr Nouza                    | 0         | 6      |
| 5      | Mariano Navone                | 5         | 0      |
| 5      | Thiago Seyboth Wild           | 4         | 1      |
| 5      | Julian Cash                   | 0         | 5      |
| 5      | Robert Galloway               | 0         | 5      |
| 5      | Grégoire Jacq                 | 0         | 5      |
| 5      | Luke Johnson                  | 0         | 5      |
| 5      | Skander Mansouri              | 0         | 5      |
| 4      | Facundo Díaz Acosta           | 4         | 0      |
| 4      | Aleksandar Kovacevic          | 4         | 0      |
| 4      | Alejandro Tabilo              | 4         | 0      |
| 4      | Zizou Bergs                   | 3         | 1      |
| 4      | Zdeněk Kolář                  | 1         | 3      |
| 4      | Boris Arias                   | 0         | 4      |
| 4      | Nicolás Barrientos            | 0         | 4      |
| 4      | André Göransson               | 0         | 4      |
| 4      | Ivan Liutarevich              | 0         | 4      |
| 4      | Vladyslav Manafov             | 0         | 4      |
| 4      | Albano Olivetti               | 0         | 4      |
| 4      | Cristian Rodríguez            | 0         | 4      |
| 4      | Sem Verbeek                   | 0         | 4      |
| 4      | Federico Zeballos             | 0         | 4      |
| 3      | Matteo Arnaldi                | 3         | 0      |
| 3      | Nuno Borges                   | 3         | 0      |
| 3      | Constant Lestienne            | 3         | 0      |
| 3      | Hamad Međedović               | 3         | 0      |
| 3      | Andy Murray                   | 3         | 0      |
| 3      | Zachary Svajda                | 3         | 0      |
| 3      | Francisco Comesaña            | 2         | 1      |
| 3      | Pedro Martínez                | 2         | 1      |
| 3      | Thiago Agustín Tirante        | 2         | 1      |
| 3      | Andrea Pellegrino             | 1         | 2      |
| 3      | Adam Walton                   | 1         | 2      |
| 3      | Théo Arribagé                 | 0         | 3      |
| 3      | Sriram Balaji                 | 0         | 3      |
| 3      | Andre Begemann                | 0         | 3      |
| 3      | Ariel Behar                   | 0         | 3      |
| 3      | Yuki Bhambri                  | 0         | 3      |
| 3      | Pedro Boscardin Dias          | 0         | 3      |
| 3      | Anirudh Chandrasekar          | 0         | 3      |
| 3      | Karol Drzewiecki              | 0         | 3      |
| 3      | Guillermo Durán               | 0         | 3      |
| 3      | Jonathan Eysseric             | 0         | 3      |
| 3      | Andrew Harris                 | 0         | 3      |
| 3      | Christian Harrison            | 0         | 3      |
| 3      | Diego Hidalgo                 | 0         | 3      |
| 3      | Luis David Martínez           | 0         | 3      |
| 3      | Denys Molčanov                | 0         | 3      |
| 3      | Nam Ji-sung                   | 0         | 3      |
| 3      | Adam Pavlásek                 | 0         | 3      |
| 3      | David Pel                     | 0         | 3      |
| 3      | Vijay Sundar Prashanth        | 0         | 3      |
| 3      | Miguel Ángel Reyes Varela     | 0         | 3      |
| 3      | Luca Sanchez                  | 0         | 3      |
| 3      | Franko Škugor                 | 0         | 3      |
| 3      | Marcelo Zormann               | 0         | 3      |
| 2      | Duje Ajduković                | 2         | 0      |
| 2      | Térence Atmane                | 2         | 0      |
| 2      | Marcelo Tomás Barrios Vera    | 2         | 0      |
| 2      | Juan Manuel Cerúndolo         | 2         | 0      |
| 2      | Federico Coria                | 2         | 0      |
| 2      | Luciano Darderi               | 2         | 0      |
| 2      | Hugo Dellien                  | 2         | 0      |
| 2      | James Duckworth               | 2         | 0      |
| 2      | Ivan Gakhov                   | 2         | 0      |
| 2      | Hugo Gaston                   | 2         | 0      |
| 2      | Matteo Gigante                | 2         | 0      |
| 2      | Hugo Grenier                  | 2         | 0      |
| 2      | Ugo Humbert                   | 2         | 0      |
| 2      | Steve Johnson                 | 2         | 0      |
| 2      | Dominik Koepfer               | 2         | 0      |
| 2      | Vít Kopřiva                   | 2         | 0      |
| 2      | Patrick Kypson                | 2         | 0      |
| 2      | Tomáš Macháč                  | 2         | 0      |
| 2      | Illja Marčenko                | 2         | 0      |
| 2      | Fábián Marozsán               | 2         | 0      |
| 2      | Maximilian Marterer           | 2         | 0      |
| 2      | Alex Michelsen                | 2         | 0      |
| 2      | Sumit Nagal                   | 2         | 0      |
| 2      | Luca Nardi                    | 2         | 0      |
| 2      | Benoît Paire                  | 2         | 0      |
| 2      | Zsombor Piros                 | 2         | 0      |
| 2      | Aleksandr Ševčenko            | 2         | 0      |
| 2      | Sho Shimabukuro               | 2         | 0      |
| 2      | Dominic Stricker              | 2         | 0      |
| 2      | Jordan Thompson               | 2         | 0      |
| 2      | Luca Van Assche               | 2         | 0      |
| 2      | Otto Virtanen                 | 2         | 0      |
| 2      | Antoine Bellier               | 1         | 1      |
| 2      | Liam Broady                   | 1         | 1      |
| 2      | Flavio Cobolli                | 1         | 1      |
| 2      | Gabriel Diallo                | 1         | 1      |
| 2      | Rinky Hijikata                | 1         | 1      |
| 2      | Jason Kubler                  | 1         | 1      |
| 2      | Shintaro Mochizuki            | 1         | 1      |
| 2      | Dennis Novak                  | 1         | 1      |
| 2      | Oriol Roca Batalla            | 1         | 1      |
| 2      | Vitaliy Sachko                | 1         | 1      |
| 2      | Abdallah Shelbayh             | 1         | 1      |
| 2      | Ben McLachlan                 | 0         | 2      |
| 2      | Saketh Myneni                 | 0         | 2      |
| 2      | Colin Sinclair                | 0         | 2      |
| 2      | Sadio Doumbia                 | 0         | 2      |
| 2      | Fabien Reboul                 | 0         | 2      |
| 2      | Romain Arneodo                | 0         | 2      |
| 2      | Tristan-Samuel Weissborn      | 0         | 2      |
| 2      | William Blumberg              | 0         | 2      |
| 2      | Andrej Golubev                | 0         | 2      |
| 2      | Miķelis Lībietis              | 0         | 2      |
| 2      | Jason Taylor                  | 0         | 2      |
| 2      | Song Min-kyu                  | 0         | 2      |
| 2      | Pierre-Hugues Herbert         | 0         | 2      |
| 2      | Vasil Kirkov                  | 0         | 2      |
| 2      | Gustavo Heide                 | 0         | 2      |
| 2      | Fernando Romboli              | 0         | 2      |
| 2      | Matthew Christopher Romios    | 0         | 2      |
| 2      | Alex Bolt                     | 0         | 2      |
| 2      | Sander Arends                 | 0         | 2      |
| 2      | Luca Castelnuovo              | 0         | 2      |
| 2      | Alexander Erler               | 0         | 2      |
| 2      | Lucas Miedler                 | 0         | 2      |
| 2      | Niki Kaliyanda Poonacha       | 0         | 2      |
| 2      | Arjun Kadhe                   | 0         | 2      |
| 2      | Luca Margaroli                | 0         | 2      |
| 2      | Santiago Fa Rodríguez Taverna | 0         | 2      |
| 2      | Ignacio Carou                 | 0         | 2      |
| 2      | Ryan Seggerman                | 0         | 2      |
| 2      | Patrik Trhac                  | 0         | 2      |
| 2      | John-Patrick Smith            | 0         | 2      |
| 2      | Bart Stevens                  | 0         | 2      |
| 2      | Filip Bergevi                 | 0         | 2      |
| 2      | Marco Bortolotti              | 0         | 2      |
| 2      | Andrea Vavassori              | 0         | 2      |
| 2      | Mateus Alves                  | 0         | 2      |
| 2      | Matías Soto                   | 0         | 2      |
| 1      | Márton Fucsovics              | 1         | 0      |
| 1      | Raul Brancaccio               | 1         | 0      |
| 1      | Joris De Loore                | 1         | 0      |
| 1      | Arthur Cazaux                 | 1         | 0      |
| 1      | Arthur Fils                   | 1         | 0      |
| 1      | Andrea Collarini              | 1         | 0      |
| 1      | David Goffin                  | 1         | 0      |
| 1      | Roman Safiullin               | 1         | 0      |
| 1      | Grégoire Barrère              | 1         | 0      |
| 1      | Thanasi Kokkinakis            | 1         | 0      |
| 1      | Giulio Zeppieri               | 1         | 0      |
| 1      | Jurij Rodionov                | 1         | 0      |
| 1      | Ričardas Berankis             | 1         | 0      |
| 1      | Alessandro Giannessi          | 1         | 0      |
| 1      | Daniel Altmaier               | 1         | 0      |
| 1      | Giovanni Mpetshi Perricard    | 1         | 0      |
| 1      | Filip Misolic                 | 1         | 0      |
| 1      | Bu Yunchaokete                | 1         | 0      |
| 1      | Matheus Pucinelli de Almeida  | 1         | 0      |
| 1      | Aleksandar Vukic              | 1         | 0      |
| 1      | Jakub Menšík                  | 1         | 0      |
| 1      | Máté Valkusz                  | 1         | 0      |
| 1      | Mark Lajal                    | 1         | 0      |
| 1      | Nicolas Moreno de Alboran     | 1         | 0      |
| 1      | Kei Nishikori                 | 1         | 0      |
| 1      | Alexandre Müller              | 1         | 0      |
| 1      | Quentin Halys                 | 1         | 0      |
| 1      | Federico Delbonis             | 1         | 0      |
| 1      | Felipe Meligeni Alves         | 1         | 0      |
| 1      | Dalibor Svrčina               | 1         | 0      |
| 1      | Emilio Nava                   | 1         | 0      |
| 1      | Franco Agamenone              | 1         | 0      |
| 1      | Sebastian Ofner               | 1         | 0      |
| 1      | Alexis Galarneau              | 1         | 0      |
| 1      | Arthur Rinderknech            | 1         | 0      |
| 1      | Pablo Llamas Ruiz             | 1         | 0      |
| 1      | Denis Yevseyev                | 1         | 0      |
| 1      | Jaume Munar                   | 1         | 0      |
| 1      | Jan Choinski                  | 1         | 0      |
| 1      | Genaro Alberto Olivieri       | 1         | 0      |
| 1      | Dino Prižmić                  | 1         | 0      |
| 1      | Jesper de Jong                | 1         | 0      |
| 1      | Ryan Peniston                 | 1         | 0      |
| 1      | Carlos Taberner               | 1         | 0      |
| 1      | Álvaro Guillén Meza           | 1         | 0      |
| 1      | Rudolf Molleker               | 1         | 0      |
| 1      | Arthur Weber                  | 1         | 0      |
| 1      | Roberto Carballés Baena       | 1         | 0      |
| 1      | Christopher O'Connell         | 1         | 0      |
| 1      | Damir Džumhur                 | 1         | 0      |
| 1      | Mattia Bellucci               | 1         | 0      |
| 1      | Maxime Cressy                 | 1         | 0      |
| 1      | Camilo Ugo Carabelli          | 1         | 0      |
| 1      | Denis Kudla                   | 1         | 0      |
| 1      | Nerman Fatić                  | 1         | 0      |
| 1      | Thiago Monteiro               | 1         | 0      |
| 1      | Ugo Blanchet                  | 1         | 0      |
| 1      | Kyrian Jacquet                | 1         | 0      |
| 1      | Lukáš Klein                   | 1         | 0      |
| 1      | Beibit Zhukayev               | 1         | 0      |
| 1      | Tarō Daniel                   | 1         | 0      |
| 1      | Jack Draper                   | 1         | 0      |
| 1      | Liam Draxl                    | 1         | 0      |
| 1      | Corentin Moutet               | 1         | 0      |
| 1      | Fabio Fognini                 | 1         | 0      |
| 1      | Yosuke Watanuki               | 1         | 0      |
| 1      | Rubin Statham                 | 0         | 1      |
| 1      | Marek Gengel                  | 0         | 1      |
| 1      | Daniel Dutra da Silva         | 0         | 1      |
| 1      | Oleg Prihodko                 | 0         | 1      |
| 1      | Sergio Martos Gornés          | 0         | 1      |
| 1      | Orlando Luz                   | 0         | 1      |
| 1      | Fabian Fallert                | 0         | 1      |
| 1      | Marc Polmans                  | 0         | 1      |
| 1      | Hans Hach Verdugo             | 0         | 1      |
| 1      | Patrik Niklas-Salminen        | 0         | 1      |
| 1      | Jay Clarke                    | 0         | 1      |
| 1      | Chung Yun-seong               | 0         | 1      |
| 1      | Hsu Yu-hsiou                  | 0         | 1      |
| 1      | Ivan Sabanov                  | 0         | 1      |
| 1      | Matej Sabanov                 | 0         | 1      |
| 1      | Petros Tsitsipas              | 0         | 1      |
| 1      | João Lucas Reis da Silva      | 0         | 1      |
| 1      | Nathaniel Lammons             | 0         | 1      |
| 1      | Jackson Withrow               | 0         | 1      |
| 1      | Bogdan Bobrov                 | 0         | 1      |
| 1      | Sergey Fomin                  | 0         | 1      |
| 1      | Nino Serdarušić               | 0         | 1      |
| 1      | Jacopo Berrettini             | 0         | 1      |
| 1      | Daniel Rincón                 | 0         | 1      |
| 1      | Henry Patten                  | 0         | 1      |
| 1      | Aziz Dougaz                   | 0         | 1      |
| 1      | Antoine Escoffier             | 0         | 1      |
| 1      | Michail Pervolarakis          | 0         | 1      |
| 1      | Federico Agustín Gómez        | 0         | 1      |
| 1      | Nicolás Kicker                | 0         | 1      |
| 1      | Titouan Droguet               | 0         | 1      |
| 1      | Yasutaka Uchiyama             | 0         | 1      |
| 1      | Francisco Cabral              | 0         | 1      |
| 1      | John Peers                    | 0         | 1      |
| 1      | Valerio Aboian                | 0         | 1      |
| 1      | Murkel Dellien                | 0         | 1      |
| 1      | Lloyd Glasspool               | 0         | 1      |
| 1      | Harri Heliövaara              | 0         | 1      |
| 1      | Íñigo Cervantes               | 0         | 1      |
| 1      | Artem Sitak                   | 0         | 1      |
| 1      | Jonny O'Mara                  | 0         | 1      |
| 1      | Jacob Fearnley                | 0         | 1      |
| 1      | Johannus Monday               | 0         | 1      |
| 1      | Gonzalo Escobar               | 0         | 1      |
| 1      | Oleksandr Nedovjesov          | 0         | 1      |
| 1      | Juan Sebastián Gómez          | 0         | 1      |
| 1      | Andrés Urrea                  | 0         | 1      |
| 1      | Tristan Schoolkate            | 0         | 1      |
| 1      | Neil Oberleitner              | 0         | 1      |
| 1      | Tim Sandkaulen                | 0         | 1      |
| 1      | Arthur Reymond                | 0         | 1      |
| 1      | Aisam-ul-Haq Qureshi          | 0         | 1      |
| 1      | Szymon Kielan                 | 0         | 1      |
| 1      | Piotr Matuszewski             | 0         | 1      |
| 1      | Federico Gaio                 | 0         | 1      |
| 1      | Alfredo Perez                 | 0         | 1      |
| 1      | S D Prajwal Dev               | 0         | 1      |
| 1      | Toshihide Matsui              | 0         | 1      |
| 1      | Kaito Uesugi                  | 0         | 1      |
| 1      | Eliot Spizzirri               | 0         | 1      |
| 1      | Tyler Zink                    | 0         | 1      |
| 1      | Philipp Oswald                | 0         | 1      |
| 1      | Giovanni Fonio                | 0         | 1      |
| 1      | Francesco Forti               | 0         | 1      |
| 1      | Leandro Riedi                 | 0         | 1      |
| 1      | Daniel Vallejo                | 0         | 1      |
| 1      | Gonzalo Bueno                 | 0         | 1      |
| 1      | Filip Peliwo                  | 0         | 1      |
| 1      | Ray Ho                        | 0         | 1      |
| 1      | Daniel Cukierman              | 0         | 1      |
| 1      | Joshua Paris                  | 0         | 1      |
| 1      | Giovanni Oradini              | 0         | 1      |
| 1      | Lorenzo Rottoli               | 0         | 1      |
| 1      | Alberto Barroso Campos        | 0         | 1      |
| 1      | Luke Saville                  | 0         | 1      |
| 1      | Blaž Rola                     | 0         | 1      |
| 1      | Robert Cash                   | 0         | 1      |
| 1      | James Trotter                 | 0         | 1      |
| 1      | Michael Vrbenský              | 0         | 1      |
| 1      | Renzo Olivo                   | 0         | 1      |
| 1      | Alexandru Jecan               | 0         | 1      |
| 1      | Divij Sharan                  | 0         | 1      |
| 1      | Rithvik Choudary Bollipalli   | 0         | 1      |
| 1      | Gao Xin                       | 0         | 1      |
| 1      | Wang Aoran                    | 0         | 1      |
| 1      | Akira Santillan               | 0         | 1      |
| 1      | Patrik Rikl                   | 0         | 1      |
| 1      | Arklon Huertas del Pino       | 0         | 1      |
| 1      | Conner Huertas del Pino       | 0         | 1      |
| 1      | Brandon Nakashima             | 0         | 1      |
| 1      | Juan Carlos Aguilar           | 0         | 1      |
| 1      | Justin Boulais                | 0         | 1      |
| 1      | Cannon Kingsley               | 0         | 1      |
| 1      | Eduardo Ribeiro               | 0         | 1      |
| 1      | Toby Samuel                   | 0         | 1      |
| 1      | Mick Veldheer                 | 0         | 1      |
| 1      | Scott Duncan                  | 0         | 1      |
| 1      | Marcus Willis                 | 0         | 1      |

### Titoli vinti per nazione
| Titoli | Nazione                       | Singolare | Doppio |
| ------ | ----------------------------- | --------- | ------ |
| 49     | Francia                       | 27        | 22     |
| 43     | Stati Uniti                   | 17        | 26     |
| 33     | Argentina                     | 21        | 12     |
| 28     | Australia                     | 13        | 15     |
| 24     | Italia                        | 17        | 7      |
| 24     | Regno Unito                   | 7         | 17     |
| 22     | Rep. Ceca                     | 7         | 15     |
| 17     | Brasile                       | 7         | 10     |
| 17     | Germania                      | 6         | 11     |
| 15     | India                         | 2         | 13     |
| 12     | Giappone                      | 6         | 6      |
| 12     | Ucraina                       | 3         | 9      |
| 11     | Spagna                        | 7         | 4      |
| 11     | Austria                       | 4         | 7      |
| 11     | Paesi Bassi                   | 1         | 10     |
| 9      | Colombia                      | 0         | 9      |
| 8      | Cile                          | 6         | 2      |
| 8      | Svizzera                      | 3         | 5      |
| 7      | Croazia                       | 3         | 4      |
| 7      | Bolivia                       | 2         | 5      |
| 7      | Romania                       | 0         | 7      |
| 6      | Ungheria                      | 6         | 0      |
| 6      | Belgio                        | 5         | 1      |
| 6      | Svezia                        | 0         | 6      |
| 6      | Tunisia                       | 0         | 6      |
| 5      | Canada                        | 3         | 2      |
| 5      | Kazakistan                    | 2         | 3      |
| 5      | Ecuador                       | 1         | 4      |
| 5      | Polonia                       | 0         | 5      |
| 5      | Uruguay                       | 0         | 5      |
| 4      | Portogallo                    | 3         | 1      |
| 4      | Serbia                        | 3         | 1      |
| 4      | Finlandia                     | 2         | 2      |
| 4      | Corea del Sud                 | 0         | 4      |
| 4      | Messico                       | 0         | 4      |
| 3      | Venezuela                     | 0         | 3      |
| 2      | Bosnia ed Erzegovina          | 2         | 0      |
| 2      | Cina                          | 1         | 1      |
| 2      | Giordania                     | 1         | 1      |
| 2      | Grecia                        | 0         | 2      |
| 2      | Isole Marianne Settentrionali | 0         | 2      |
| 2      | Lettonia                      | 0         | 2      |
| 2      | Monaco                        | 0         | 2      |
| 2      | Nuova Zelanda                 | 0         | 2      |
| 2      | Perù                          | 0         | 2      |
| 2      | Taipei cinese                 | 0         | 2      |
| 1      | Estonia                       | 1         | 0      |
| 1      | Lituania                      | 1         | 0      |
| 1      | Slovacchia                    | 1         | 0      |
| 1      | Israele                       | 0         | 1      |
| 1      | Pakistan                      | 0         | 1      |
| 1      | Paraguay                      | 0         | 1      |
| 1      | Slovenia                      | 0         | 1      |
| 1      | Uzbekistan                    | 0         | 1      |